# I☆Ris
i☆Ris(아이☆리스, 일본어: アイリス)는 일본의 여성 5인조 아이돌 그룹이다. 2012년에 결성되었다. 소속 레코드 회사는 에이벡스 픽처스이다. 레코드 레이블은 DIVE II entertainment이다.

## 개요
대형 레코드 회사 에이벡스와, 성우 사무소 81프로듀스가 조를 이루어 개최한 「애니송 보컬 오디션」의 합격자 6명으로 결성되었다.
데뷔 초야말로 라이브에 손님이 9명밖에 오지 않는 등 저조했으나, 성우로서도 아티스트로서도 다양하게 활동하고, 장래적으로는 성우 아티스트로써 멤버 개개인의 활동을 최종 목표로 보고, 2016년에는 아티스트 면에서의 목표였던 일본무도관에서의 단독 라이브를 성공시켰다.
2022년에 결성 10주년을 맞이하여, 11월에는 10주년 라이브 「i☆Ris 10th Anniversary Live ~a Live~」 를 개최. 동 라이브 내에서 10주년 기념 프로젝트의 하나로, 유닛의 극장 애니메이션 작품 「i☆Ris the Movie -Full Energy!!-」 의 제작을 발표. 또한 2024년 6월에는, i☆Ris 10주년 기념 프로젝트의 최종장으로서, 멤버들의 신규 촬영 인터뷰 영상과 과거에 실시한 라이브 영상을 더한 라이브 & 다큐멘터리 영화의 공개를 발표. i☆Ris에게 있어서 이 작품이 첫 실사 영화가 된다.
유닛명의 유래는, 그리스어로 「무지개」 를 의미하는 「이리스」 와, 꽃의 「아이리스」 에서 왔다. 또한, 꽃말의 「사랑을 전하다」 라는 의미도 담고 있다. 유닛명은 세리자와에 의하면 멤버간 결정한 것이 아닌, 스태프로부터 「이것입니다!」 와 같은 느낌으로 발표되었다. 와카이에 의하면 부모님도 그 자리에 함께 있어, 유닛명을 들었을 때는 「i☆Ris는 귀엽잖아」 라고 생각했다고 한다. 쿠보타는 그 때를 전혀 기억하지 못하며, 공업고등학교를 다녔기에 여자가 가득한 공간이 오랜만이라 별로 익숙하지 않아, 「무서워……」 라고 생각하면서 아래를 보고 있었을지도 모른다고 말했다.

## 구성원
솔로 활동에 대해서는 개인 페이지를 참조.
| 이름                         | 생년월일               | 출생지     | 신장  | 이미지 컬러 | 공식 별명          | 「메탈 맥스4 월광의 디바」 배역 | 「프리파라」 배역  | 「블랙 클로버」 배역 | 「키랏토 프리☆챤」 배역 | 「그랜드 서머너즈」 배역 | 비고          |
| ---------------------------- | ---------------------- | ---------- | ----- | ----------- | ------------------ | ------------------------------- | ------------------ | -------------------- | ----------------------- | ------------------------ | ------------- |
| 야마키타 사키 (山北早紀)     | 1991년 2월 28일(34세)  | 홋카이도   | 163cm | 초록        | 사키사마 사키티    | 민트                            | 토도 시온 푸니콘   | 에리카 시타테        | 후도 데비               | 슈리                     | 리더 최연장자 |
| 세리자와 유우 (芹澤優)       | 1994년 12월 3일(30세)  | 도쿄도     | 163cm | 파랑        | 유우 유우쨩 세리코 | 세이라                          | 미나미 미레이 츄페 | 로로페치카           | 아카기 안나             | 아마네                   |               |
| 아카네야 히미카 (茜屋日海夏) | 1994년 7월 16일(30세)  | 아키타현   | 161cm | 보라        | 히미 히미타스      | 스미레                          | 마나카 라라        | 다즈 타야크          | 카나모리 마리아         | 타마에                   |               |
| 와카이 유우키 (若井友希)     | 1995년 10월 30일(29세) | 기후현     | 145cm | 빨강        | 유우키쨩 와카치    | 보탄                            | 레오나 웨스트 팩   | 그레이의 의붓언니    | 미도리카와 사라         | 키사라기                 | 최연소        |
| 쿠보타 미유 (久保田未夢)     | 1995년 1월 31일(30세)  | 사이타마현 | 156cm | 주황        | 미유땅             | 미캉                            | 호죠 소피 포왕     | 릴리 아쿠아리아      | 모에기 에모             | 시키                     |               |

멤버마다 이미지 컬러가 정해져 있으며, 라이브나 이벤트, MV에서는 이미지 컬러가 들어간 의상을 입는 경우가 많았으나, 5인 체제가 되고 나서는 이미지 컬러가 아닌 의상을 입는 경우가 많다.

### 이전 구성원
| 이름                     | 생년월일              | 출생지     | 신장  | 이미지 컬러 | 공식 별명 | 「메탈 맥스4 월광의 디바」 배역 | 「프리파라」 배역  | 「블랙 클로버」 배역 | 「키랏토 프리☆챤」 배역 | 「그랜드 서머너즈」 배역 | 비고                     |
| ------------------------ | --------------------- | ---------- | ----- | ----------- | --------- | ------------------------------- | ------------------ | -------------------- | ----------------------- | ------------------------ | ------------------------ |
| 시부야 아즈키 (澁谷梓希) | 1993년 8월 11일(31세) | 사이타마현 | 165cm | 노랑        | 즛쨩 즈   | 유즈                            | 도로시 웨스트 피츠 | 닉                   | 아스카 루               | 미즈키                   | 2021년 3월 31일자로 졸업 |

### 파생 유닛
- 야마키타 사키, 와카이 유우키, 쿠보타 미유, 시부야 아즈키 4명으로 「폴리즈☆」 로도 활동하고 있다. 폴리즈☆가 부르는 「출동! 로보카폴리」 는 TV 도쿄계 『로보카폴리』 의 주제가로 기용되었다.

폴리즈의 활동 시에는 이미지 컬러가 「로보카폴리」 에 등장하는 캐릭터에 준거한다.
| 멤버명        | 애칭     | 이미지 컬러 | 이미지 캐릭터 |
| ------------- | -------- | ----------- | ------------- |
| 야마키타 사키 | 사키쨩   | 분홍        | 엠버          |
| 와카이 유우키 | 유우키쨩 | 파랑        | 폴리          |
| 쿠보타 미유   | 미유쨩   | 초록        | 헬리          |
| 시부야 아즈키 | 아즈키쨩 | 빨강        | 로이          |

- 「배틀 스피리츠 디바 부스터 『여신들의 조사』 」 의 테마송 「Happy New World☆」 를, i☆Ris 6명으로 결성한 「팀 샤이니하츠」 로 노래하고 있다.

- 야마키타 사키, 와카이 유우키, 시부야 아즈키 3명으로 작사・작곡・편곡한 노래인 「부채・오브・원더☆」 를 「시부와카야마」 로 노래하고 있다.

## 역사

### 2012년
- 7월 7일, 「애니송 보컬 오디션」 합격자 6명으로 결성[12][13].
- 9월 29일・30일에 열린 「메~테레 가을 축제 2012 『배틀 스피리츠 소드 아이즈』 스페셜 스테이지」 에서 출연 성우와 작품의 감독인 와타나베 마사키와 함께 등장하여, 데뷔 싱글인 「Color」 를 선보였다. 이 이벤트가 i☆Ris의 첫 스테이지이다.
- 10월 8일, 아키바☆소프맵 1호점에서 데뷔 싱글 「Color」 공개 이벤트를 개최[5].
- 11월 7일, 데뷔 싱글 「Color」 를 발매. TV 애니메이션 『배틀 스피리츠 소드 아이즈』 의 ED 테마에 기용.
- 12월 16일, 아키바☆소프맵 1호점에서 진행된 단독 이벤트에서, 애니송 커버를 처음 선보였다.

### 2013년
- 1월 28일, TV 도쿄계의 TV 애니메이션 「GON -곤-」 제42화에 등장한 「토끼2」 역으로 세리자와 유우가 성우 데뷔를 했다. 유닛 내 최초의 성우 데뷔이다.
- 4월 3일, 유닛 최초의 애니송 커버 미니 앨범 「커버☆리스」 를 발매했다.
- 4월 8일부터 TwinBox AKIHABARA에서 매주 월요일 정기 라이브를 개시했다. 또한 같은 날, TV 도쿄계의 TV 애니메이션 「기어와라! 냐루코 양 W」 제1화에서, 야마키타 사키・쿠보타 미유・시부야 아즈키 3명이 성우 데뷔를 했다.
- 5월 13일, TwinBox AKIHABARA에서의 정기 공연이 최종일을 맞이했다.
- 5월 22일, 2nd 싱글 「한결같이」 를 발매. TV 애니메이션 『무시부교』 의 ED 테마에 기용.
- 6월 9일, NHK BS 프리미엄 「킹덤 제2시리즈」 에서 와카이 유우키가 성우 데뷔를 했다.
- 6월 15일, 도쿄 빅 사이트에서 개최된 「도쿄 장난감 쇼 2013」 『로보카폴리의 교통안전교실』 의 스테이지에서, 폴리즈☆로서 「출동! 로보카폴리」 를 처음 선보였다.
- 7월 7일, 아키바☆소프맵 1호점 8층에서, 결성 1주년 기념 이벤트 「i☆Ris 생탄제☆ ~6명이 만난지 1년이 지났습니다~」 를 개최했다.
- 8월 1일, 아이튠즈 스토어에서 배포를 시작한 오디오북 「도쿄 셔터 걸」 의 주인공・유메지 아유미역을 아카네야 히미카가 담당했다. 유닛으로서는 이것으로 6명 전원이 성우 데뷔를 했다.
- 8월 5일, 분카 방송 초!A&G+에서, i☆Ris 최초의 퍼스널리티 프로그램 「A&G ARTIST ZONE i☆Ris의 2h」 의 방송이 시작되었다.
- 8월 21일, 3rd 싱글 「§Rainbow」 를 발매. TV 애니메이션 「꿈의 라이브 프리즘스톤」 의 ED 테마에 기용.
- 8월 25일, 「Animelo Summer Live 2013 -FLAG NINE-」 에 첫 출연했다.
- 11월 9일, 하라주쿠 아스트로 홀에서 데뷔 1주년 기념 라이브 「i☆Ris 1st ANNIVERSARY LIVE -THANK YOU ALL-」 을 개최하고, 낮・밤 공연을 합하여 약 700명을 동원했다[14].
- 11월 20일, 4th 싱글 「WONDERLAND」 를 발매.

### 2014년
- 3월 12일, 멤버 개인의 트위터를 개시.
- 3월 26일, 데뷔 1주년 기념 라이브를 수록한 DVD 『i☆Ris 1ST ANNIVERSARY LIVE -THANK YOU ALL-』 을 발매.
- 3월 30일, 신주쿠 BLAZE에서 2nd 원맨 라이브 「i☆Ris -STEP INTO THE RAINBOW-」 를 개최하고, 700명이 넘는 동원을 기록했다.
- 6월 18일, 5th 싱글 「무리 태양」을 발매. TV 애니메이션 『최강은하 얼티밋 제로 ~배틀 스피리츠~』 의 ED 테마에 기용.
- 7월 5일, TV 애니메이션 『프리파라』 에서 멤버 6명 전원이 각각 성우로서 메인 캐릭터의 목소리를 담당했다.
- 7월 12일, AKIBA 컬쳐즈 극장에서, 결성 2주년 기념 이벤트 「i☆Ris 생탄제 2014」 를 개최.
- 8월 3일, TOKYO IDOL FESTIVAL (TIF) 첫 출연.
- 8월 20일, 6th 싱글 「Make it!」 을 발매. TV 애니메이션 『프리파라』 제1쿨 OP 테마에 기용.
- 11월 12일, 7th 싱글 「미라클☆파라다이스」 를 발매. TV 애니메이션 『프리파라』 제2쿨 OP 테마에 기용.
- 11월 23일, 롯본기 블루 시어터에서 데뷔 2주년 기념 라이브 「i☆Ris 2nd Anniversary Live ~Dream Evolution~」 을 개최.

### 2015년
- 2월 18일, 8th 싱글 「Realize!」 를 발매. TV 애니메이션 『프리파라』 제3쿨 OP 테마에 기용.
- 4월 8일, 1st 앨범 『We are i☆Ris!!!』 를 발매.
- 4월 18일 - 5월 24일, 첫 전국 투어 라이브 「i☆Ris 1st Live Tour 2015 ~We are i☆Ris!!!~」 를 개최. 투어 최종일인 Zepp Tokyo 공연이 티켓 완매를 기록.
- 7월 8일, 9th 싱글 「드림 퍼레이드」 를 발매. TV 애니메이션 『프리파라』 제2시즌 OP 테마에 기용. 오리콘 주간 CD 싱글 랭킹 8위에 랭크 인. 이 작품이 i☆Ris 최초의 톱 10 진입이 되었다.
- 7월 25일, NEW PIER HALL에서, 결성 3주년 기념 이벤트를 개최.
- 9월 16일, 첫 전국 투어 Zepp Tokyo 공연을 수록한 Blu-ray & DVD 『i☆Ris 1st Live Tour 2015 ~We are i☆Ris!!!~ @Zepp Tokyo』 를 발매.
- 10월 28일, 10th 싱글 「브라이트 판타지」 를 발매. TV 애니메이션 『프리파라』 제2시즌 제3쿨 OP 테마에 기용.
- 11월 8일, 토요스 PIT에서 데뷔 3주년 기념 라이브 「i☆Ris 3rd Anniversary Live ~GALAXY~」 를 개최.

### 2016년
- 2월 3일, 오피셜 팬클럽 「무지개회」 가 활동 시작[15].
- 2월 17일, 11th 싱글 「Goin'on」 을 발매. TV 애니메이션 『프리파라』 제2시즌 제4쿨 OP 테마에 기용. 「드림 퍼레이드」 에 이어, 오리콘 주간 CD 랭킹 8위를 달성.
- 3월 12일, 제10회 성우 어워드 가창상을 수상[16].
- 4월 20일, 2nd 앨범 『Th!s !s i☆Ris!!』 를 발매.
- 4월 30일 - 5월 21일, 전국 투어 라이브 「i☆Ris 2nd Live Tour 2016 ~Th!s !s i☆Ris!!~」 을 개최. 투어 최종일의 Zepp Tokyo 공연이 작년의 투어에 이어 티켓 완매를 기록.
- 6월 1일, 12th 싱글 「Ready Smile!!」 을 발매. TV 애니메이션 『프리파라』 제3시즌 OP 테마에 기용. 「Goin'on」에 이어, 오리콘 주간 CD 랭킹 9위를 달성. 싱글로서의 오리콘 톱 10 진입은 이번이 3번째 작품이다.
- 7월 9일, 카와구치호 스텔라 시어터 (1일 한정 콜라보 네임으로 i☆Ristellartheater) 에서 「i☆Ris 결성 4주년 기념 Live ~foooour~」 를 개최.
- 8월 3일, 13th 싱글 「Re:Call」 을 발매. TV 애니메이션 『쌍성의 음양사』 의 OP 테마에 기용되었다. i☆Ris의 싱글로 『프리파라』 이외의 타이업에 기용된 것은, 5th 싱글의 「무리 태양」 이후 8작품만이다.
- 11월 25일 - 일본무도관에서 「i☆Ris 4th Anniversary LIVE ~418~」 를 개최.
- 12월 27일, 2017년 1월부터 방송된 TV 애니메이션 『AKIBA'S TRIP -THE ANIMATION-』 의 ED 컴필레이션 프로젝트에 i☆Ris가 참가하는 것을 발표. 또한, 이 프로젝트의 일환으로 세리자와가 애니메이션 본편에 게스트로 출연했다.

### 2017년
- 3월 8일, 14th 싱글 「Shining Star」 를 발매. 1편 만에 『프리파라』 의 OP 테마에 기용되었다. 이 작품은 오리콘 데일리 랭킹에서 8위, 주간 랭킹에서도 10위로, 4작품째의 톱 10 진입을 달성했다.
- 3월 22일, 신곡 「DIVE TO LIVE」 (TV 애니메이션 『AKIBA'S TRIP -THE ANIMATION-』 제11화 엔딩 테마) 가 수록된 컴필레이션・앨범 「AKIBA'S COLLECTION」 가 발매.
- 4월 9일 - 6월 24일, 전국 투어 라이브 「i☆Ris 3rd Live Tour 2017 ~Fan+6=∞~」 를 개최.
- 4월 29일, TV 애니메이션 『AKIBA'S TRIP -THE ANIMATION-』 의 라이브 이벤트・『AKIBA'S FESTIVAL』 (5월 20일, 카나가와현 현민 홀) 에서 i☆Ris의 출연이 발표되었다.
- 5월 20일, 이어폰즈, 에이오피, every♥ing!, 쿠시다 아키라, 밀키 홈즈, 미미메메MIMI, 모모이 하루코와 함께, 라이브 이벤트 『AKIBA'S FESTIVAL』 을 출연.
- 10월 25일, 유닛이 참가한 일본동화협회 「애니메이션 NEXT_100」 프로젝트 공식송 「날개를 가진 자 ~Not an angel Just a dreamer~」 가 발매.
- 11월 1일, 3rd 앨범 『WONDERFUL PALETTE』 를 발매.
- 11월 6일-11월 7일 - 후추노모리 예술 극장에서 「i☆Ris 5th Anniversary Live ~Go~」 를 개최.

### 2018년
- 2월 21일, 15th 싱글 「Memorial」 을 발매. TV 애니메이션 『아이돌타임 프리파라』 의 OP 테마에 기용.
- 4월 19일 - 6월 16일, 전국 투어 라이브 「i☆Ris 4th Live Tour 2018 ~WONDERFUL PALETTE~」 를 개최. 투어 최종일인 일본 특수도업 시민회관 빌리지 홀 밤공연이 티켓 완매를 기록.
- 5월 9일, 16th 싱글 「Changing point」 를 발매. TV 애니메이션 『마법소녀 사이트』 의 OP 테마에 기용.
- 11월 7일, 도쿄 돔 시티 홀에서 「i☆Ris 6th Anniversary Live ~Lock on♡ 무리라고는 말하게 하지 않아!~」 를 개최.

### 2019년
- 2월 13일, 17th 싱글 「Endless Notes」 를 발매. TV 애니메이션 『그림 노츠 The Animation』 의 ED 테마에 기용[17].
- 4월 13일 - 6월 1일, 전국 투어 라이브 「i☆Ris 5th Live Tour 2019 ~FEVER~」 를 개최[18]. 투어 최종일인 나카노 선플라자 공연의 티켓은 당일 완매가 되어, 낮・밤 공연을 합하여 4000명을 동원했다. 또한 니코니코에서 진행된 밤공연의 생중계는 약 3만 5천명이 시청했다[19].
- 5월 22일, 18th 싱글 「얼티밋☆MAGIC」 을 발매. TV 애니메이션 『현자의 손자』 의 OP 테마에 기용[20].
- 8월 28일, 19th 싱글 「FANTASTIC ILLUSION」 을 발매. TV 애니메이션 『마술선배』 의 OP 테마에 기용[21].
- 11월 24일, 퍼시피코 요코하마・국립대 홀에서 「i☆Ris 7th Anniversary Live ~칠복만래~」 를 개최[22]. 티켓 완매를 기록.

### 2020년
- 3월 13일, 4th 앨범 「Shall we☆Carnival」 을 발매. 이 작품은 오리콘 데일리 랭킹에서 3위, 주간 랭킹에서는 10위를 기록했다[23].
- 11월 8일, 카와구치호 스텔라 시어터에서 「i☆Ris 8th Anniversary Live ~88888888~」 를 무관중으로 개최하고, 전달했다[24].

### 2021년
- 3월 28일, 퍼시피코 요코하마・국립대 홀에서, 2019년 11월 이후 유관객 단독 라이브인 「i☆Ris LIVE 2021 ~storiez~」 를 개최. 시부야 아즈키를 포함한 6인 체제에서의 마지막 라이브가 되었다[25].
- 3월 31일, 시부야 아즈키가 졸업하고, 4월 1일에는 5명으로서 활동을 개시했다. 시부야는 에이벡스・픽처스는 퇴소하지만 성우로서는 81프로듀스에 계속 소속되어, 개인 명의로 활동을 이어간다[11][26].
- 4월 17일 - 8월 1일, 5인 체제에서의 전국 투어 라이브 「i☆Ris 6th Live Tour 2021 ~Carnival~」 를 개최.
- 8월 18일, 20th 싱글 「Summer Dude」 를 발매. 5인 체제가 된 후 첫 싱글.
- 11월 7일, 마쿠하리 멧세 이벤트 홀에서 「i☆Ris 9th Anniversary Live ~Queen's Message~」 를 개최.
- 12월 8일, 21st 싱글 「12월의 Snowry/하트비트 급상승」 를 발매. 최초의 양 A면 싱글이다[27].

### 2022년
- 5월 7일 - 7월 7일, 전국 8곳을 순회하는 라이브 투어 「i☆Ris 7th Live Tour 2022 ~Travelilng~」 를 개최[28]. 센다이 PIT 공연이 티켓 완매를 기록.
- 8월 3일, 22nd 싱글 「Queens Bluff」 를 발매. Netflix 시리즈 『카케구루이 트윈』 의 ED 테마에 기용. 약 3년만의 애니메이션 타이업이 된다.
- 11월 7일, 도쿄 국제 포럼 홀A에서 「i☆Ris 10th Anniversary Live ~a Live~」 를 개최[29]. 또한 같은 날에 첫 베스트 앨범 「10th Anniversary Best Album ~Best i☆Rist~」 를 발매[30].

### 2023년
- 4월 22일 - 7월 17일, 전국 투어 라이브 「i☆Ris 8th Live Tour 2023 ~이영차!!!!!~」 를 개최[31]. 5공연이 티켓 완매를 기록.
- 8월 23일, 23rd 싱글 「Let you know!/장하다! 야단법석」 를 발매[32]. 오리콘 주간 CD 싱글 랭킹 9위에 랭크 인.  「얼티밋☆MAGIC」 이후 약 4년만의 톱 10 진입이 되었다.
- 11월 26일, 퍼시피코 요코하마・국립대 홀에서, 「i☆Ris 11th Anniversary Live ~Heart Jack~」 을 개최[33].

### 2024년
- 1월 24일, 24th 싱글 「White Lyrical Kingdom / 기적의 필라멘트」 를 발매.
- 4월 21일, 전국 투어 라이브 「i☆Ris 9th Live Tour 2024 사랑하고 싶어서… Full Ener9y!!」 를 개최.
- 4월 27일, i☆Ris의 극장 애니메이션 작품 「i☆Ris the Movie -Full Energy!!-」 의 완성 피로 프리미엄 상영회를 도쿄・MOVIX 카메아리에서 개최[34].
- 5월 17일, 「i☆Ris the Movie -Full Energy!!-」 를 공개[13]。또한 공개 당일부터 6월 7일에 걸쳐, 주간 변경으로 자켓이나 수록의 특전 영상이 다른 「i☆Ris the Movie -Full Energy!!-」 극장한정판 Blu-ray (4종류) 를 발매[35].
- 6월 12일, 25th 싱글 「사랑 for you! / 희망의 꽃을」 을 발매[36]. 표제곡 중 하나인 「사랑 for you!」 에서는, 처음으로 멤버 5명이 작사를 맡았다[13].
- 8월 30일, 사이타마 슈퍼 아레나에서 개최한 『Animelo Summer Live 2024 -Stargazer-』 에 출연. 처음으로 마지막 스테이지를 장식했다[37].
- 9월 11일, 극장 애니메이션 『i☆Ris the Movie -Full Energy!!-』 를 정액제 동영상 전달 서비스 애니메타임즈에서 독점 전달 개시[38].
- 9월 13일, i☆Ris 10주년 기념 프로젝트의 최종장으로서 제작된 라이브 & 다큐멘터리 영화 『Live & Documentary Movie i☆Ris on STAGE』 를 극장 공개[13][39][40].
- 10월 4일부터 30일까지, 12주년 기념 라이브 「i☆Ris 12th Anniversary Live ‐첫☆아레나MM(진짜봐줘)‐」 개최 기념 기획으로서, 과거에 발매한 라이브 영상 작품부터 8작품을 순차적으로 YouTube의 i☆Ris 공식 채널과 애니메타임즈 공식 채널에서 기간 한정 프리미어 공개[41].
- 10월 31일에, 데뷔 1주년 라이브 『i☆Ris 1st ANNIVERSARY LIVE -THANK YOU ALL-』부터 2023년에 진행한 『i☆Ris 8th Live Tour 2023 ~わっしょい!!!!!~』 까지의 라이브 영상 작품 (전 20작품) 을 애니메타임즈에서 전달 공개[41].
- 11월 4일, 데뷔 12주년을 기념한 첫 아레나 공연 『i☆Ris 12th Anniversary Live ‐첫☆아레나MM(진짜봐줘)‐』 을, i☆Ris 사상 최대 규모가 되는 카나가와・피아 아레나 MM에서 개최했다[42].

### 2025년
- 1월 29일, 작년 5월에 극장 공개된 실사 영화 『Live & Documentary Movie ~i☆Ris on STAGE~』 의 Blu-ray를 발매. 통상반은 극장 공개판의 본편 영상을 수록하고 있으나, 초회한정반에는 극장 공개 시 편집된 미공개 장면을 포함한 디렉터스 컷판의 본편 영상을 수록하고 있다[43].

## 에피소드
세리자와에 의하면 결성 초, 시부야는 모두에게 말을 걸어주고 있었고, 세리자와는 와카이에게 일방적으로 말하고 있었지만, 모두 낯을 가려서 좀처럼 대화가 되지 않았다고 한다.
아카네야에 의하면 『프리파라』 이전에는 멤버인 세리자와 유우는 성우 일을 여러가지 하고 있었지만, 다른 멤버들은 그다지 성우 일의 경험이 없었고, 「성우 아이돌이다」 라고 공표했기 때문에, 「세간에서 어떻게 보고 있을까」 라고 고민하던 시기도 있었다.. 『프리파라』 출연 후에는 자신감으로 이어졌다. 시부야에 의하면 「 『프리파라』 가 없었다면, i☆Ris는 이미 해산했을 것이다」 라고 회고하고 있다..
세리자와에 의하면 『프리파라』 의 출연 때 멤버끼리의 고민을 「누군가를 도울 수 있는 실력이 나에게 있다」 , 「사이좋게 서로 돕는 것은 조금 다르려나」 라고는 생각하지 않았다. LINE을 보낼 정도는 괜찮지만, 「여기는 말이야~」라고 현장에서 이야기하거나 하는 것은, 주위에 「유닛인 아이가 와 있구나~」 라고 생각되는 것이 싫었다. 보통의 애프터 레코딩은, 성우끼리의 연극때문에 서로 도울 일이 별로 없기 때문에, 설령 멤버가 벽에 부딪혀 있어도, 그 모습을 지켜볼 뿐이었다. 「유닛의 멤버가 전원 출연하고 있다」 라고 하는 것은 드문 일이었지만, 보통의 애프터 레코딩의 분위기는 깨트리고 싶지 않고 엄청나게 폐를 끼치고 있는 입장이라 할지라도, 「미안」 이라고 전하면서, 「어쨌든 할 수 밖에 없었다」 라고 말했다. 쿠보타는 i☆Ris는 전원 지기 싫어 하는 것, 야마키타는 연기하고 있는 캐릭터의 타입이 각각 너무 달라서, 「멤버에게 상담해도 참고가 되지 않는다」 라는 것도 있었다고 말했다.
일본무도관에서의 라이브는 감동적이고, 아카네야도 아드레날린 폭발이었지만, 침체되어 있던 시기였다라고 한다. 「스스로 어떻게든 하자」 라고 이야기 하고, 라이브에 대해서 「이런 것을 해 보고 싶다」 라는 것을, 멤버로부터 알리게 됨으로써, 한층 더, I☆Ris는 바뀔 수 있었다. . 「i☆Ris 6th Anniversary Live ~Lock on♡ 무리라고는 말하게 하지 않아!~」 부터 「i☆Ris 5th Live Tour 2019 ~FEVER~」 는, 멤버들이 하고 싶은 것을 마음껏 할 수 있었다. .
와카이에 의하면 무도관의 스테이지에서 기쁨은 매우 컸지만, 동시에 주위에서 준 선물 같은 라이브로,  「자신의 손으로 쟁취했다」 라는 의식은 희박했다.. 2019년 시점에서는 다음에 무도관에 설 때는, 「자신의 실력으로 쟁취하고 싶다」 라고 하는 마음이 있다. . 세리자와는 특별한 스테이지였음은 틀림없었으나, 『프리파라』와, 「무도관까지 데려가고 싶다」라는 강한 의지로 이끌어 주신 스태프분들 모두가 「데려가 주었다」 , 「그래서 어떻게든 섰다」 라는 마음도 강했다고 한다..
아카네야에 의하면, 무도관 뒤에는, 스태프로부터 「개인활동에도 힘써 나가자」 라고 제안해주었다. 「빨리 개인활동의 토대를 만들어 유닛에 환원해야한다」 라는 조급함이 있어, 쉬고 있을 시간은 없었다고 한다. 야마키타는 「여기서 개인활동을 우선해 버리면, 이제 유닛은 끝나지 않을까」라고 생각해서, 「모처럼 큰 라이브를 했으니, 이 기세를 어떻게든 다음으로 이어나가고 싶다」라고 느끼고 있었다고 한다.
무도관의 라이브를 마친 후, 세리자와는 잘 안 되는 시기가 있었다고 하며, 쿠보타는 발매는 정기적으로 하시켜 주었지만, 스테이지에 섰을 때에 「우리들 무도관에 간 유닛인데, 객석이 전혀 차있지 않아!?」 같은 시기가 있었다. 와카이는 활동 자체도 적어져, 「우리들 아무 것도 하지 않네」 , 「어째서 아무 것도 할 수 없는 걸까」 라고 느끼던 시기도 있었다. 아카네야는 각각의 개인의 일도 활발해지는 시기였기에, 「유닛으로서는 어떻게 해야 할지, 정답을 모르겠다」 라고 생각하고 있었다. 「이대로 그만 두는 것도 하나의 선택지일까」 라고 그만큼, 고민하고 있었다. 야마키타는 무도관 후의 2년간 정도 야마키타도 그렇지만 「그만둘까」 라고 생각한 적도 있다고 한다.
i☆Ris에서 유일하게 크게 싸운 것은 세리자와와 시부야의 싸움 1번뿐. 세리자와에 의하면 「결성한지 얼마 되지 않았을 때, 에이벡스의 아카데미를 다니면서 춤 연습을 하고 있었는데, 안무의 예습에 관해 아무래도 납득이 가지 않는 것이 있어서, 충돌하고 말았습니다」 라고 한다. 그 이후로 싸움은 전혀 하지 않고 있다. 이때도 어디까지나 두 사람의 싸움으로 6명 전원이 싸우거나 대립은 없었다.
깔끔하게 비즈니스 파트너라고 인정해버리지만, 야마키타에 의하면 「일이니까 함께 있을지도 모르지만, 서로의 일에 절대적인 신뢰를 두고 있기 때문에, 의견이 다르다고 해도 아무 말도 하지 않고, 말하려고 생각하지 않는다.」 라고 말하고 있다.
시부야가 졸업했을 때는 와카이에 의하면 「유닛을 해산하는 선택도 있다」 라는 말을 들어, 존속여부를 모두와 이야기하고 있었지만, 「여기서 끝날 수는 없다」 라고 생각했다고 한다.
야마키타는 시부야의 졸업 후, 노래나 댄스의 역할 분담은 연습의 필요가 있었으나 원활하게 바뀌어갔다. 아카네야는 역할은 변하지 않았다는 기분이 들었고, 세리자와도 「큰 역할은 변화가 없었다」 라고 말하며, 변하지 않는 것이 「팬 모두에 대한 성의다」 라고 생각했기 때문에, 시부야가 빠져 「확 변했다」 라고 생각되고 싶지 않았다. i☆Ris의 장점은 6명일 때와 달라졌을 지도 모르지만, i☆Ris라는 점은 변함없고, 「나는 지금까지와 같이 있고 싶다」 라고 말했다. 하지만 그 후의 1년간은 「5명만이 할 수 있는 것을 하자」 라고 노력한 것으로부터, 결과적으로, 굉장히 긍정적인 변신을 할 수 있었던 것 같다는 기분이 들었다고 한다.

## 작품

### 싱글
| 순서 | 발매일           | 제목                                  | 규격번호     | 규격번호                                    | 규격번호              | 오리콘 최고순위 | 수록앨범          | 수록앨범    |  |
| 순서 | 발매일           | 제목                                  | CD+Blu-ray   | CD+DVD                                      | CD                    | 오리콘 최고순위 | 수록앨범          | 수록앨범    |  |
| ---- | ---------------- | ------------------------------------- | ------------ | ------------------------------------------- | --------------------- | --------------- | ----------------- | ----------- |  |
| 1st  | 2012년 11월 7일  | Color                                 | -            | AVCA-49961/B                                | AVCA-49962            | 100위           | We are i☆Ris!!!   | Best i☆Rist |  |
| 2nd  | 2013년 5월 22일  | 한결같이                              | -            | AVCA-62112/B (TYPE-A) AVCA-62113/B (TYPE-B) | AVCA-62114 (TYPE-C)   | 62위            | -                 | Best i☆Rist |  |
| 3rd  | 2013년 8월 21일  | §Rainbow                              | -            | AVCA-62579/B (TYPE-A) AVCA-62580/B (TYPE-B) | AVCA-62581 (TYPE-C)   | 37위            | We are i☆Ris!!!   | Best i☆Rist |  |
| 4th  | 2013년 11월 20일 | WONDERLAND                            | -            | AVCA-62983/B (TYPE-A) AVCA-62984/B (TYPE-B) | AVCA-62985 (TYPE-C)   | 28위            | We are i☆Ris!!!   | Best i☆Rist |  |
| 5th  | 2014년 6월 18일  | 무리 태양                             | -            | AVCA-74447/B                                | AVCA-74448            | 27위            | -                 | Best i☆Rist |  |
| 6th  | 2014년 8월 20일  | Make it!                              | -            | AVCA-74515/B                                | AVCA-74516            | 26위            | We are i☆Ris!!!   | Best i☆Rist |  |
| 7th  | 2014년 11월 12일 | 미라클☆파라다이스                     | -            | EYCA-10117/B                                | EYCA-10118            | 19위            | -                 | Best i☆Rist |  |
| 8th  | 2015년 2월 18일  | Realize!                              | -            | EYCA-10263/B                                | EYCA-10264            | 22위            | We are i☆Ris!!!   | Best i☆Rist |  |
| 9th  | 2015년 7월 8일   | 드림 퍼레이드                         | -            | EYCA-10503/B                                | EYCA-10504            | 8위             | Th!s !s i☆Ris!!   | Best i☆Rist |  |
| 10th | 2015년 10월 28일 | 브라이트 판타지                       | -            | EYCA-10617/B                                | EYCA-10618            | 21위            | Th!s !s i☆Ris!!   | Best i☆Rist |  |
| 11th | 2016년 2월 17일  | Goin'on                               | -            | EYCA-10798/B                                | EYCA-10799            | 8위             | Th!s !s i☆Ris!!   | Best i☆Rist |  |
| 12th | 2016년 6월 1일   | Ready Smile!!                         | -            | EYCA-10998/B                                | EYCA-10999            | 9위             | WONDERFUL PALETTE | Best i☆Rist |  |
| 13th | 2016년 8월 3일   | Re:Call                               | -            | EYCA-11059/B                                | EYCA-11060            | 11위            | WONDERFUL PALETTE | Best i☆Rist |  |
| 14th | 2017년 3월 8일   | Shining Star                          | -            | EYCA-11306/B                                | EYCA-11307            | 10위            | WONDERFUL PALETTE | Best i☆Rist |  |
| 15th | 2018년 2월 21일  | Memorial                              | -            | EYCA-11850/B                                | EYCA-11851            | 6위             | Shall we☆Carnival | Best i☆Rist |  |
| 16th | 2018년 5월 9일   | Changing point                        | -            | EYCA-11869/B                                | EYCA-11870            | 8위             | Shall we☆Carnival | Best i☆Rist |  |
| 17th | 2019년 2월 13일  | Endless Notes                         | -            | EYCA-12282/B                                | EYCA-12281 EYCA-12283 | 12위            | Shall we☆Carnival | Best i☆Rist |  |
| 18th | 2019년 5월 22일  | 얼티밋☆MAGIC                          | -            | EYCA-12510/B                                | EYCA-12509 EYCA-12511 | 8위             | Shall we☆Carnival | Best i☆Rist |  |
| 19th | 2019년 8월 28일  | FANTASTIC ILLUSION                    | -            | EYCA-12608/B                                | EYCA-12609 EYCA-12607 | 13위            | Shall we☆Carnival | Best i☆Rist |  |
| 20th | 2021년 8월 18일  | Summer Dude                           | EYCA-13464/B | EYCA-13463/B                                | EYCA-13465            | 14위            | -                 | Best i☆Rist |  |
| 21st | 2021년 12월 8일  | 12월의 Snowry/하트비트 급상승         | EYCA-13547/B | EYCA-13546/B                                | EYCA-13548            | 15위            | -                 | Best i☆Rist |  |
| 22nd | 2022년 8월 3일   | Queens Bluff                          | EYCA-13824/B | EYCA-13823/B                                | EYCA-13825            | 11위            | -                 | Best i☆Rist |  |
| 23rd | 2023년 8월 23일  | Let you know!/장하다! 야단법석        | EYCA-14161/B | EYCA-14160/B                                | EYCA-14162            | 9위             | -                 |             |  |
| 24th | 2024년 1월 24일  | White Lyrical Kingdom/기적의 필라멘트 | EYCA-14264/B | EYCA-14263/B                                | EYCA-14265            | 10위            | -                 |             |  |
| 25th | 2024년 6월 12일  | 사랑 for you!/희망의 꽃을             | EYCA-14362/B | EYCA-14361/B                                | EYCA-14363            | 13위            | -                 |             |  |

### 앨범
| 순서 | 발매일          | 제목                                      | 규격번호                                           | 규격번호             | 규격번호            | 오리콘 최고순위 |
| 순서 | 발매일          | 제목                                      | CD+Blu-ray                                         | CD+DVD               | CD                  | 오리콘 최고순위 |
| ---- | --------------- | ----------------------------------------- | -------------------------------------------------- | -------------------- | ------------------- | --------------- |
| 커버 | 2013년 4월 3일  | 커버☆리스                                 |                                                    | AVCA-62271/B         |                     | 200위           |
| 1st  | 2015년 4월 8일  | We are i☆Ris!!!                           | EYCA-10433/B（TYPE-A）                             | EYCA-10435（TYPE-C） | 13위                |                 |
| 1st  | 2015년 4월 8일  | We are i☆Ris!!!                           | EYCA-10434/B（TYPE-B）                             | EYCA-10435（TYPE-C） | 13위                |                 |
| 2nd  | 2016년 4월 20일 | Th!s !s i☆Ris!!                           | EYCA-10800/B                                       | EYCA-10801/B         | EYCA-10802          | 16위            |
| 3rd  | 2017년 11월 1일 | WONDERFUL PALETTE                         | EYCA-11758/B                                       | EYCA-11757/B         | EYCA-11759          | 16위            |
| 4th  | 2020년 3월 13일 | Shall we☆Carnival                         | EYCA-12849/B                                       |                      | EYCA-12850          | 10위            |
| Best | 2022년 11월 7일 | 10th Anniversary Best Album ~Best i☆Rist~ | EYCA-13872~4/B~C (3CD+2BD) EYCA-13875~6/B (2CD+BD) | EYCA-13877/8 (2CD)   | 12위                |                 |
| Best | 2024년 3월 20일 | i☆Ris Coupling Best                       |                                                    |                      | EYCA-14279~80 (2CD) | 25위            |

### 영상 작품
|      | 발매일           | 제목                                                               | 규격번호   | 규격번호                                     |
| ---- | ---------------- | ------------------------------------------------------------------ | ---------- | -------------------------------------------- |
| 1st  | 2014년 3월 26일  | i☆Ris 1ST ANNIVERSARY LIVE -THANK YOU ALL-                         | DVD        | AVBA-73271                                   |
| 2nd  | 2015년 9월 16일  | i☆Ris 1st Live Tour 2015 ~We are i☆Ris!!!~ @Zepp Tokyo             | Blu-ray    | EYXA-10616                                   |
| 2nd  | 2015년 9월 16일  | i☆Ris 1st Live Tour 2015 ~We are i☆Ris!!!~ @Zepp Tokyo             | DVD        | EYBA-10614/5                                 |
| 3rd  | 2016년 10월 26일 | i☆Ris 결성 4주년 Live ~foooour~ @i☆RisTELLARTHEATER                | Blu-ray    | EYXA-11197                                   |
| 3rd  | 2016년 10월 26일 | i☆Ris 결성 4주년 Live ~foooour~ @i☆RisTELLARTHEATER                | DVD        | EYBA-11195/6                                 |
| 4th  | 2017년 4월 5일   | i☆Ris 4th Anniversary Live ~418~                                   | Blu-ray    | EYXA-11347                                   |
| 4th  | 2017년 4월 5일   | i☆Ris 4th Anniversary Live ~418~                                   | DVD        | EYBA-11345/6                                 |
| 5th  | 2018년 8월 29일  | i☆Ris 5th Anniversary Live ~Go~                                    | Blu-ray    | EYXA-12051                                   |
| 5th  | 2018년 8월 29일  | i☆Ris 5th Anniversary Live ~Go~                                    | DVD        | EYBA-12047                                   |
| 6th  | 2019년 3월 6일   | i☆Ris 6th Anniversary Live ~Lock on♡ 무리라고는 말하게 하지 않아!~ | Blu-ray+CD | EYXA-12288/B (초회생산한정반)                |
| 6th  | 2019년 3월 6일   | i☆Ris 6th Anniversary Live ~Lock on♡ 무리라고는 말하게 하지 않아!~ | Blu-ray    | EYXA-12289 (통상반)                          |
| 6th  | 2019년 3월 6일   | i☆Ris 6th Anniversary Live ~Lock on♡ 무리라고는 말하게 하지 않아!~ | DVD+CD     | EYBA-12284~5/B (초회생산한정반)              |
| 6th  | 2019년 3월 6일   | i☆Ris 6th Anniversary Live ~Lock on♡ 무리라고는 말하게 하지 않아!~ | DVD        | EYBA-12286~7 (통상반)                        |
| 7th  | 2019년 10월 16일 | i☆Ris 5th Live Tour 2019 ~FEVER~                                   | Blu-ray    | EYXA-12679                                   |
| 7th  | 2019년 10월 16일 | i☆Ris 5th Live Tour 2019 ~FEVER~                                   | DVD        | EYBA-12677~8                                 |
| 8th  | 2020년 4월 17일  | i☆Ris 7th Anniversary Live ~칠복만래~                              | Blu-ray+CD | EYXA-12894/B (초회생산한정반)                |
| 8th  | 2020년 4월 17일  | i☆Ris 7th Anniversary Live ~칠복만래~                              | Blu-ray    | EYXA-12895 (통상반)                          |
| 8th  | 2020년 4월 17일  | i☆Ris 7th Anniversary Live ~칠복만래~                              | DVD+CD     | EYBA-12890~1/B (초회생산한정반)              |
| 8th  | 2020년 4월 17일  | i☆Ris 7th Anniversary Live ~칠복만래~                              | DVD        | EYBA-12892~3 (통상반)                        |
| 9th  | 2021년 2월 24일  | i☆Ris 8th Anniversary Live ~88888888~                              | Blu-ray+CD | EYXA-13281/B (초회생산한정반)                |
| 9th  | 2021년 2월 24일  | i☆Ris 8th Anniversary Live ~88888888~                              | Blu-ray    | EYXA-13282 (통상반)                          |
| 9th  | 2021년 2월 24일  | i☆Ris 8th Anniversary Live ~88888888~                              | DVD+CD     | EYBA-13277~8/B (초회생산한정반)              |
| 9th  | 2021년 2월 24일  | i☆Ris 8th Anniversary Live ~88888888~                              | DVD        | EYBA-13279~80 (통상반)                       |
| 10th | 2021년 7월 7일   | i☆Ris LIVE 2021 ~storiez~                                          | Blu-ray+CD | EYXA-13398/B (초회생산한정반)                |
| 10th | 2021년 7월 7일   | i☆Ris LIVE 2021 ~storiez~                                          | Blu-ray    | EYXA-13399 (통상반)                          |
| 10th | 2021년 7월 7일   | i☆Ris LIVE 2021 ~storiez~                                          | DVD+CD     | EYBA-13394~5/B (초회생산한정반)              |
| 10th | 2021년 7월 7일   | i☆Ris LIVE 2021 ~storiez~                                          | DVD        | EYBA-13396~7 (통상반)                        |
| 11th | 2021년 7월 7일   | i☆Ris Music Video Collection 2012-2020                             | Blu-ray    | EYXA-13449                                   |
| 11th | 2021년 7월 7일   | i☆Ris Music Video Collection 2012-2020                             | DVD        | EYBA-13448                                   |
| 12th | 2021년 10월 27일 | i☆Ris 6th Live Tour 2021 ~Carnival~                                | Blu-ray    | EYXA-13493~4 (초회생산한정반)                |
| 12th | 2021년 10월 27일 | i☆Ris 6th Live Tour 2021 ~Carnival~                                | Blu-ray    | EYXA-13495 (통상반)                          |
| 12th | 2021년 10월 27일 | i☆Ris 6th Live Tour 2021 ~Carnival~                                | DVD        | EYBA-13489~90 (초회생산한정반)               |
| 12th | 2021년 10월 27일 | i☆Ris 6th Live Tour 2021 ~Carnival~                                | DVD        | EYBA-13491~2 (통상반)                        |
| 13th | 2022년 3월 9일   | i☆Ris 9th Annivarsary Live ~Queen's Message~                       | Blu-ray+CD | EYXA-13625/B (초회생산한정반)                |
| 13th | 2022년 3월 9일   | i☆Ris 9th Annivarsary Live ~Queen's Message~                       | Blu-ray    | EYXA-13626 (통상반)                          |
| 13th | 2022년 3월 9일   | i☆Ris 9th Annivarsary Live ~Queen's Message~                       | DVD+CD     | EYBA-13622~3/B (초회생산한정반)              |
| 13th | 2022년 3월 9일   | i☆Ris 9th Annivarsary Live ~Queen's Message~                       | DVD        | EYBA-13624 (통상반)                          |
| 14th | 2023년 1월 25일  | i☆Ris 7th Live Tour 2022 ~Traveling~                               | Blu-ray    | EYXA-13991~2 (초회생산한정반)                |
| 14th | 2023년 1월 25일  | i☆Ris 7th Live Tour 2022 ~Traveling~                               | Blu-ray    | EYXA-13993 (통상반)                          |
| 14th | 2023년 1월 25일  | i☆Ris 7th Live Tour 2022 ~Traveling~                               | DVD        | EYBA-13988~9 (초회생산한정반)                |
| 14th | 2023년 1월 25일  | i☆Ris 7th Live Tour 2022 ~Traveling~                               | DVD        | EYBA-13990 (통상반)                          |
| 15th | 2023년 7월 7일   | i☆Ris 10th Annivarsary Live ~a Live~                               | Blu-ray+CD | EYXA-14122~3/B~C (초회생산한정반)            |
| 15th | 2023년 7월 7일   | i☆Ris 10th Annivarsary Live ~a Live~                               | DVD        | EYBA-14124~5 (통상반)                        |
| 16th | 2024년 5월 17일  | i☆Ris the Movie -Full Energy!!- 극장한정판 Blu-ray                 | Blu-ray    | EYX1-14415 (텐션 바쿠 아가리 루트)           |
| 16th | 2024년 5월 24일  | i☆Ris the Movie -Full Energy!!- 극장한정판 Blu-ray                 | Blu-ray    | EYX1-14416 (텐션 오니 아가리 루트)           |
| 16th | 2024년 5월 31일  | i☆Ris the Movie -Full Energy!!- 극장한정판 Blu-ray                 | Blu-ray    | EYX1-14417 (텐션 야바 아가리 루트)           |
| 16th | 2024년 6월 7일   | i☆Ris the Movie -Full Energy!!- 극장한정판 Blu-ray                 | Blu-ray    | EYX1-14418 (텐션 게키 아가리 루트)           |
| 16th | 2024년 12월 18일 | i☆Ris the Movie -Full Energy!!- Blu-ray                            | Blu-ray    | EYXA-14419/20 (호화판)                       |
| 16th | 2024년 12월 18일 | i☆Ris the Movie -Full Energy!!- Blu-ray                            | Blu-ray    | EYXA-14421 (통상반)                          |
| 17th | 2025년 1월 29일  | Live & Documentary Movie ~i☆Ris on STAGE~                          | Blu-ray    | EYXA-14605 (초회생산한정반 (디렉터스 컷판) ) |
| 17th | 2025년 1월 29일  | Live & Documentary Movie ~i☆Ris on STAGE~                          | Blu-ray    | EYXA-14606 (통상반 (극장판) )                |

### 드라마 CD
| 배포일           | 제목                                                     | 배포형태 | 규격번호   | 비고                                                                  |
| ---------------- | -------------------------------------------------------- | -------- | ---------- | --------------------------------------------------------------------- |
| 2014년 11월 23일 | 제38기 남본여자고등학교 학생회 활동일지 아이폰 드라마 CD | CD       | EYCS-00009 | i☆Ris 2nd Anniversary Live ~Dream Evolution~ 입장객에게 배포된 비매품 |

### 미음원화 악곡
라이브 이벤트, 정기 라이브 등으로 커버한 악곡.

#### 유닛 내
| 제목                           | 원곡자                                     | 작사                        | 작곡              | 비고                                   |
| ------------------------------ | ------------------------------------------ | --------------------------- | ----------------- | -------------------------------------- |
| 꼴사나운 I love you!           | 프렌치 키스                                | 아키모토 야스시             | 쿠로스 카츠히코   | 야마키타・세리자와・쿠보타 3명이 가창. |
| Believe                        | Folder5                                    | 야호 치로루                 | GROOVE SURFERS    |                                        |
| 천사와 만났어요!               | 방과후 티타임                              | 이나바 에미                 | 카와구치 스스무   |                                        |
| Dear My Future ~미래의 나에게~ | Prizmmy☆                                   | 이케하타 노부히토           | 나가오카 세이코   |                                        |
| 태양이 말하길 불타라 카오스    | 뒤에서부터 기어오는 부대G                  | 하타 아키                   | 타나카 히데카즈   |                                        |
| 플라티나                       | 사카모토 마아야                            | 이와사토 유호               | 칸노 요코         | 아카네야의 솔로 가창.                  |
| SHOOT!                         | RO-KYU-BU!                                 | KOTOKO                      | 야기누마 사토시   |                                        |
| 주근깨                         | JUDY AND MARY                              | YUKI                        | 온다 요시히토     | 세리자와의 솔로 가창.                  |
| 진심 LOVE 1000%                | ST☆RISH                                    | 아게마츠 노리야스           | 아게마츠 노리야스 |                                        |
| 연애 circulation               | 센고쿠 나데코 (하나자와 카나)              | meg rock                    | 고사키 사토루     | 아카네야・쿠보타 2명이 가창.           |
| Q & A 리사이틀                 | 토마츠 하루카                              | 타부치 토모야               | 타부치 토모야     |                                        |
| 해피☆마테리얼                  | 마호라 학원 여중등부 2-A                   | 우란                        | 오오카와 시게노부 |                                        |
| 완벽~하지                      | 와타리로카하시리타이                       | 아키모토 야스시             | 후지모토 타카노리 |                                        |
| 격! 제국화격단                 | 신구지 사쿠라 (요코야마 치사) & 제국가극단 | 히로이 오지                 | 타나카 코헤이     |                                        |
| Lion                           | May'n / 나카지마 메구미                    | Gabriela Robin              | 칸노 요코         | 아카네야・시부야 2명이 가창.           |
| 남녀                           | 타로                                       | 타로                        | 타로              | 야마키타・와카이 2명이 가창.           |
| You & Me                       | 타무라 유카리 featuring motsu from m.o.v.e | 하츠키 미쿠 motsu (랩 가사) | 코마츠 카즈야     | 세리자와・쿠보타 2명이 가창.           |

#### 타 아티스트와의 콜라보레이션
| 제목                    | 공동 출연자                                 | 원곡자        | 작사          | 작곡              | 비고                        |
| ----------------------- | ------------------------------------------- | ------------- | ------------- | ----------------- | --------------------------- |
| 정답은 하나!가 아니야!! | 밀키 홈즈                                   | 밀키 홈즈     | 하타 아키     | 야마구치 아키히코 |                             |
| Blue Water              | 타도코로 아즈사                             | 모리카와 미호 | 키스기 에츠코 | 이노우에 요시마사 |                             |
| 메들리                  | 마츠모토 리카 bless4                        | 마츠모토 리카 | 토다 아키히토 | 타나카 히로카즈   |                             |
| Snow halation           | 나카가와 쇼코 이와사키 요시미 타카하시 요코 | μ's           | 하타 아키     | 야마다 타카히로   | 아카네야 이외의 5명이 참가. |

### 참가 악곡
| 발매일           | 상품명                                       | 가수 | 악곡                                             | 비고                                                          |
| ---------------- | -------------------------------------------- | --- | ------------------------------------------------ | ------------------------------------------------------------- |
| 2017년 10월 25일 | 날개를 가진 자 ~Not an angel Just a dreamer~ | i☆Ris, 이노우에 아즈미, Wake Up, Girls!, 우치다 마아야, 쿠시다 아키라, GRANRODEO, 사사키 이사오, 시모노 히로, JAM Project, 스즈키 코노미, 스즈무라 켄이치, 타케타츠 아야나, 치하라 미노리, TRUE, 토요나가 토시유키, 나카가와 쇼코, 하타노 와타루, 호리에 미츠코, 미즈키 이치로, Minami, 미모리 스즈코, May'n, 요네쿠라 치히로 | 「날개를 가진 자 ~Not an angel Just a dreamer~」 | 일본동화협회 「애니메이션 NEXT_100」 프로젝트 공식송          |
| 2020년 6월 12일  | 정말 컬러풀한 세상!                          | 오오이시 마사요시 (OxT), KISHOW (GRANRODEO), i☆Ris, 아사카, 아마미야 소라, 토야마 나오, 미키하 (스피라 스피카), 스즈키 아이나, 나카무라 슈고, 이토 마사히로 (Argonavis) | 「정말 컬러풀한 세상!」                          | 라이브 이벤트 『Animelo Summer Live 2020-21 -COLORS-』 테마송 |

### 타이업
| 악곡                | 타이업                                                                            | 기간                              | 수록 작품                               |
| ------------------- | --------------------------------------------------------------------------------- | --------------------------------- | --------------------------------------- |
| Color               | 메~테레・TV 아사히계 애니메이션 『배틀 스피리츠 소드 아이즈』 제1쿨 ED            | 2012년 9월 9일 - 2013년 3월 10일  | 1st 싱글 「Color」                      |
| Color               | 메~테레・TV 아사히계 애니메이션 『배틀 스피리츠 소드 아이즈』 제1쿨 ED            | 2013년 9월 8일                    | 1st 싱글 「Color」                      |
| We are!             | MBS 홍보 방송 『데일리 겟.』 ED                                                   | 2013년                            | 미니 앨범 『커버☆리스』                 |
| 한결같이            | TV 도쿄계 애니메이션 『무시부교』 제1쿨 ED                                        | 2013년 4월 8일 - 7월 1일          | 2nd 싱글 「한결같이」                   |
| i☆Doloid            | TBS 홍보 방송 『츠보무스메』 4월 ED                                               | 2013년 4월                        | 2nd 싱글 「한결같이」                   |
| §Rainbow            | TV 도쿄계 애니메이션 『꿈의 라이브 프리즘스톤』 제2쿨 ED                          | 2013년 7월 6일 - 9월 28일         | 3rd 싱글 「§Rainbow」                   |
| 환상곡 WONDERLAND   | TBS계 정보방송 『랭크왕국』 12・1월 ED                                            | 2013년 12월 - 2014년 1월          | 4th 싱글 「WONDERLAND」                 |
| 환상곡 WONDERLAND   | TV 사이타마 아이돌 정보방송 『우타무스메』 3월 OP                                 | 2014년 3월                        | 4th 싱글 「WONDERLAND」                 |
| Last Moment         | TV 도쿄계 애니메이션 『의풍당당!! 카네츠구와 케이지』 제2쿨 ED                    | 2013년 10월 8일 - 12월 17일       | 4th 싱글 「WONDERLAND」                 |
| EDGE OF HEAVEN      | 닌텐도 3DS 『메탈 맥스4 월광의 디바』 OP                                          | 2013년 11월 7일                   | 4th 싱글 「WONDERLAND」                 |
| 무리 태양           | 메~테레・TV 아사히계 애니메이션 『최강은하 얼티밋 제로 ~배틀 스피리츠~』 제2쿨 ED | 2014년 3월 30일 - 6월 22일        | 5th 싱글 「무리 태양」                  |
| Happy New World☆    | 배틀 스피리츠 디바 부스터 【여신들의 조사】 테마송                                | 2014년                            | 5th 싱글 「무리 태양」                  |
| Make it!            | TV 도쿄계 애니메이션 『프리파라』 제1쿨 OP                                        | 2014년 7월 5일 - 9월 27일         | 6th 싱글 「Make it!」                   |
| 미라클☆파라다이스   | TV 도쿄계 애니메이션 『프리파라』 제2쿨 OP                                        | 2014년 10월 4일 - 12월 27일       | 7th 싱글 「미라클☆파라다이스」          |
| Realize!            | TV 도쿄계 애니메이션 『프리파라』 제3쿨 OP                                        | 2015년 1월 10일 - 3월 28일        | 8th 싱글 「Realize!」                   |
| Believer's HEAVEN   | 스마트폰용 애니메이션 롤플레잉 게임 『작세스 헤븐』 주제가                        | 2015년 8월 19일 - 2016년 4월 25일 | 1st 앨범 『We are i☆Ris!!!』            |
| 드림 퍼레이드       | TV 도쿄계 애니메이션 『프리파라』 2nd 시즌 제1쿨, 제2쿨 OP                        | 2015년 4월 4일 - 9월 26일         | 9th 싱글 「드림 퍼레이드」              |
| 드림 퍼레이드       | TV 도쿄 『애니메마시테』 OP                                                       | 2015년 9월 15일                   | 9th 싱글 「드림 퍼레이드」              |
| 브라이트 판타지     | TV 도쿄계 애니메이션 『프리파라』 2nd 시즌 제3쿨 OP                               | 2015년 10월 5일 - 2016년 1월 4일  | 10th 싱글 「브라이트 판타지」           |
| 브라이트 판타지     | TV 도쿄 『애니메마시테』 ED                                                       | 2015년 10월 13일                  | 10th 싱글 「브라이트 판타지」           |
| NEXTAGE             | TOKYO MX 『애니선 극장』 OP                                                       | 2015년 10월 6일 - 10월 20일       | 10th 싱글 「브라이트 판타지」           |
| NEXTAGE             | TOKYO MX 『애니선 극장』 OP                                                       | 2015년 12월 8일 - 12월 22일       | 10th 싱글 「브라이트 판타지」           |
| 엉망진창×스트라이크 | OVA 『한츠×트래쉬』 주제가                                                        | 2015년 10월 6일                   | 10th 싱글 「브라이트 판타지」           |
| Goin'on             | TV 도쿄계 애니메이션 『프리파라』 2nd 시즌 제4쿨 OP                               | 2016년 1월 11일 - 3월 28일        | 11th 싱글 「Goin'on」                   |
| Ready Smile!!       | TV 도쿄계 애니메이션 『프리파라』 3rd 시즌 제1쿨 OP                               | 2016년 4월 5일 - 6월 28일         | 12th 싱글 「Ready Smile!!」             |
| Re:Call             | TV 도쿄계 애니메이션 『쌍성의 음양사』 OP                                         | 2016년 7월 13일 - 10월 5일        | 13th 싱글 「Re:Call」                   |
| Re:Call             | TV 도쿄 『애니메마시테』ED                                                        | 2016년 8월 30일                   | 13th 싱글 「Re:Call」                   |
| Re:Call             | 니혼카이 TV 제작 『키미다케 TV』 OP                                               | 2016년 10월 5일 - 12월 21일       | 13th 싱글 「Re:Call」                   |
| Shining Star        | TV 도쿄계 애니메이션 『프리파라』 3rd 시즌 제4쿨 OP                               | 2017년 1월 24일 - 3월 28일        | 14th 싱글 「Shining Star」              |
| DIVE TO LIVE        | TV 애니메이션 『AKIBA'S TRIP -THE ANIMATION-』 제11화 ED                          | 2017년 3월 15일                   | 컴필레이션 앨범 『AKIBA'S COLLECTION』  |
| Memorial            | TV 도쿄계 애니메이션 『아이돌타임 프리파라』 제4쿨 OP                             | 2018년 1월 9일 - 3월 27일         | 15th 싱글 「Memorial」                  |
| Changing point      | TV 애니메이션 『마법소녀 사이트』 OP                                              | 2018년 4월 7일 - 6월 23일         | 16th 싱글 「Changing point」            |
| Endless Notes       | TV 애니메이션 『그림 노츠 The Animation』 ED                                      | 2019년 1월 11일 - 3월 29일        | 17th 싱글 「Endless Notes」             |
| 얼티밋☆MAGIC        | TV 애니메이션 『현자의 손자』 OP                                                  | 2019년 4월 10일 - 6월 26일        | 18th 싱글 「얼티밋☆MAGIC」              |
| FANTASTIC ILLUSION  | TV 애니메이션 『마술선배』 OP                                                     | 2019년 7월 2일 - 9월 17일         | 19th 싱글 「FANTASTIC ILLUSION」        |
| 포말의 빛           | PS4 / Nintendo Switch 『Root Film (루트 필름) 』 주제곡                           | 2020년 7월 30일                   | 4th 앨범 「Shall we☆Carnival」          |
| Queens Bluff        | Netflix 시리즈 『카케구루이 트윈』 ED                                             | 2022년 8월 4일                    | 22nd 싱글 「Queens Bluff」              |
| 사랑 for you!       | 극장판 애니메이션 「i☆Ris the Movie –Full Energy!!-」 주제가                      | 2024년 5월 17일                   | 25th 싱글 「사랑 for you!/희망의 꽃을」 |
| 사랑 for you!       | TBS계 정보방송 『왕의 브런치』 8월자 ED                                           | 2024년 8월                        | 25th 싱글 「사랑 for you!/희망의 꽃을」 |
| 희망의 꽃을         | 극장판 애니메이션 「i☆Ris the Movie –Full Energy!!-」 삽입곡                      | 2024년 5월 17일                   | 25th 싱글 「사랑 for you!/희망의 꽃을」 |
| 희망의 꽃을         | TBS계 정보방송 『밤의 브런치』 10・11월자 ED                                      | 2024년 10월 - 2024년 11월         | 25th 싱글 「사랑 for you!/희망의 꽃을」 |

## 출연

### TV
레귤러
- 키미다케 TV (2016년 10월 5일 - 2017년 3월 29일, 니혼카이 TV)

게스트
- iDOL Tunes #14 (2012년 11월 1일, 스카파! PigooHD)
- Girls News~성우 (스카파! PigooHD)
  - 2012년 11월 2일 #51
  - 2012년 11월 16일 #52
- BOMBER-E (메~테레)
  - 2013년 1월 8일
  - 2014년 4월 22일
- 사키가케! 온가쿠반즈케~EIGHT~ 후지 TV
  - 2013년 1월 23일
  - 2013년 4월 17일
- 츠나가루 GO! GO! (2013년 3월 6일, J:COM 채널 HD) - (야마키타・세리자와・와카이・쿠보타・시부야)
- 온나노코 선언! 아게포요 TV (2013년 4월 24일, 마이니치 방송)
- 애니메 DON! (TV 도쿄)
  - 2013년 6월 3일
  - 2013년 11월 18일
- 우타무스메 (TV 사이타마)
  - 2013년 6월 7일
  - 2013년 7월 26일
  - 2013년 8월 30일
  - 2013년 9월 27일
  - 2013년 11월 8일
  - 2013년 12월 13일
  - 2014년 2월 14일
  - 2014년 2월 21일
  - 2014년 3월 21일
- 미래단골곡 ~Future Standard Push~ (2013년 10월 21일 - 2013년 12월 5일, TV 사이타마 외 전8국 넷)
- 타마스타 특방 아니타마 특집 (2013년 10월 31일, J:COM 채널 11ch)
- STUDIO MUSIX (2013년 12월 1일, 애니맥스)
- 애니송 사상최대의 제전 ~애니멜로 서머 라이브 2013~ 제3야 (2013년 12월 1일, NHK BS 프리미엄)
- ANIMAX MUSIX 2013 (2014년 2월 7일 - 28일, 애니맥스 채널)
- IDOL REVUE MUSiC×iD by 스페이스 샤워 TV 플러스 (2014년 6월 4일, BS 스카파!) - 야마키타・세리자와・와카이・시부야)
- MUSiC×iD Plus+ (2014년 6월 13일, 100% 히트! 스페이스 샤워 TV 플러스) - (야마키타・세리자와・와카이・시부야)
- 특별 개교! 프리파라 스쿨 (2014년 6월 21일・28일, TV 도쿄계 6국・BS 재팬)
- 컨닝의 DAI 안길일! (2015년 7월 19일, BS후지)
- i☆Ris 1st Live Tour 2015 스페셜 (2015년 9월 12일, BS후지)
- PON! 쿠로짱의 아이돌 일기 (2015년 10월 20일, 닛폰 TV)
- 애니송 사상최대의 제전 ~애니멜로 서머 라이브 2015~ (2015년 11월 29일＜Vol.3＞・12월 6일＜Vol.4＞,NHK BS 프리미엄)
- 『애니송・헌터』 스페셜 라이브 (2015년 12월 7일＜제25회＞, BS후지)
- 애니송・헌터 연넘김 생방송 SP (2015년 12월 31일, BS후지)
- Do! 로컬 (2016년 2월 13일, TV 홋카이도) - (야마키타・아카네야)
- NAOMI의 방 (2016년 4월 30일, NHK 종합[60])
- 카운트다운 LIVE 애니송 베스트 100! (2017년 2월 18일, NHK BS 프리미엄) - (야마키타・세리자와・와카이・쿠보타・시부야)
- AAB 개국 25주년 기념 특별 프로그램 사타나빗! 미 ~beauty~ 스페셜 (2017년 9월 30일, 아키타 아사히 방송[61])
- 인생이 바뀌는 1분간의 깊고 좋은 이야기 (2019년 6월 24일, 닛폰 TV)

### 라디오
게스트
- Super a-hour DIVE II you (분카 방송)
  - 2012년 9월 7일 - (세리자와・아카네야・시부야)
  - 2012년 9월 14일 - (야마키타・쿠보타・시부야)
  - 2012년 1월 12일 - (야마키타・세리자와・시부야)
  - 2013년 3월 22일 - (세리자와・와카이・시부야)
  - 2013년 3월 29일 - (야마키타・아카네야・쿠보타)
- 칸다 아케미의 내가 좋아하는 것. (2012년 10월 28일, FM 아이치)
- OH! HAPPY MORNING (2012년 11월 7일 - 8일, JFN계열) - (야마키타・시부야)
- K・WEST ENTAME GENERATION (2012년 11월 22일, bayfm) - (야마키타・세리자와・쿠보타)
- 별하늘 선라이즈 (2012년 11월 18일＜제85회＞, FM NACK5) - (야마키타・세리자와・쿠보타・시부야)
- 전인★GA부~ (2012년 11월 24일, 분카 방송・니코니코 생방송)
- 키쿠치 아미의 1ami9 (2013년 3월 23일, 라디오닛폰) - (아카네야・쿠보타)
- 사이토 유키노의 이치방센! (2013년 4월 8일, 라디오닛폰)
- J-POP 1422 (2013년 5월 21일, 라디오닛폰)
- ON8 (bayfm)
  - 2013년 6월 4일 - (야마키타・세리자와・쿠보타)
  - 2013년 9월 3일 - (야마키타・세리자와・아카네야)
- 극단 삼바 카니발 (2013년 8월 3일, FM-FUJI) - (세리자와・아카네야・쿠보타)
- ~IDOL SHOWCASE~ i-BAN!! (2013년 8월 18일, FM NACK5)
- DIG IT! DIG IT! (2013년 12월 20일, ZIP-FM) - (야마키타・세리자와・와카이・아카네야・시부야)
- 메가콘 DJ의 조르는 뮤직・아워 (2013년 12월 21일, FM 아이치) - (세리자와・아카네야・시부야)
- WOW! (2013년 12월 30일, ZIP-FM) - (세리자와・아카네야・와카이)
- 나가오카×스크램블 (CBC 라디오)
  - 2015년
2월 25일
4월 24일 (와카이)
10월 2일 (와카이[주석 5]・야마키타)
10월 9일 (와카이[주석 5]・아카네야)
10월 16일 (와카이[주석 5]・쿠보타)
10월 23일 (와카이[주석 5]・시부야)
10월 30일 (와카이[주석 5]・야마키타・아카네야・쿠보타・시부야)
- Till Dawn Music (2015년 7월 8일, MBS 라디오)
- A&G TRIBAL RADIO 에디슨 (2015년 10월 3일, 분카 방송)
- 뮤~코미+플러스 (닛폰 방송)
  - 2015년 11월 19일, 2020년 3월 6일 - (세리자와・아카네야)
  - 2015년 12월 15일, 2016년 2월 18일, 2017년 10월 26일 - (세리자와・와카이)
  - 2016년 6월 2일 - (세리자와・시부야)
  - 2016년 8월 11일 - (세리자와・쿠보타)
  - 2018년 2월 15일 - (세리자와・야마키타)
- NEW CHITOSE AIRPORT 홋카이도 쇼룸 presents SKY STREET (FM NORTH WAVE：2016년 2월 9일)
- ANI-ON! (AIR-G'：2016년 2월 14일) ※코멘트 출연
- 카나비 라디오 오후 제일! (2016년 2월 16일, HBC 라디오) - (야마키타・세리자와・쿠보타)
- 후지이 코타로의 로그인! 요루☆PA (2016년 2월 17일, STV 라디오) - (야마키타・세리자와)
- 애니멜로틱 NEO* (2016년 2월 21일, HBC 라디오) - (야마키타・세리자와・쿠보타)

### 인터넷 방송
레귤러
- 애니뮤모 CHANNEL (2013년 4월 11일 - , 애니뮤모) ※방송 내비게이터[62]
- A&G ARTIST ZONE i☆Ris의 2h (2013년 8월 5일 - 2014년 12월 29일, 초!A&G+)[63] - 멤버 2명씩 교대로 퍼스널리티를 담당
- i☆Ristation!! (2017년 7월 7일 - , 초!A&G+・AG-ON Premium)[64]
- 돌아왔다! i☆Ris와 같이 야식을 먹자! (2017년 9월 7일 - 2018년 6월 18일, 니코니코 생방송)
- 진짜! i☆Ris (2019년 11월 24일 − 2020년 3월 6일, 니코니코 동화)

단기
- i☆Ris 프레젠츠 「극장판 프리파라 공개 직전 SP」 (2015년 2월 21일, 니코니코 생방송)
- i☆Ris 생출연 ~1st 앨범・1st 투어 직전 SP~ (2015년 3월 28일, 니코니코 생방송)
- i☆Ris와 같이 야식을 먹자! (2015년 5월 26일, 니코니코 생방송) - (세리자와・아카네야・와카이)
- i☆Ris 전원 집합!! 여름의 니코나마 스페셜 (2015년 8월 31일, 니코니코 생방송)
- J-Debit Presents i☆Ris 전원 집합!! 가을의 니코나마 스페셜 (2015년 10월 27일, 니코니코 생방송)
- i☆Ris 생출연 『i☆Ris로부터 빅 뉴스가 있어!!!』 (2016년 2월 13일, 니코니코 생방송)
- J-Debit Presents i☆Ris 아워 Vol.1 ~게스트:리온(리-메로 선배)~ (2016년 4월 19일, 니코니코 생방송)
- J-Debit Presents i☆Ris 아워 Vol.2 ~i☆Ris 전원 집합 스페셜~ (2016년 5월 31일, 니코니코 생방송)
- J-Debit Presents i☆Ris 아워 Vol.3 ~i☆Ris 전원 집합 스페셜~[주석 6] (2016년 8월 2일, 니코니코 생방송)
- J-Debit Presents i☆Ris 아워 Vol.4 ~전원 집합 스페셜~ (2016년 10월 1일, 니코니코 생방송)
- J-Debit Presents i☆Ris 아워 Vol.5 ~무도관 직전 스페셜!~ (2016년 11월 12일, 니코니코 생방송)
- J-Debit Presents i☆Ris 아워 Vol.6 ~크리스마스・스페셜/게스트:타카야나기 아카네(SKE48)~ (2016년 12월 21일, 니코니코 생방송)
- i☆Ris 생출연 「i☆Ris 5th Live Tour 2019~FEVER~」 멤버 생실황 (2019년 10월 8일, 니코니코 생방송) - (야마키타・와카이・쿠보타)

게스트
- 초!A&G+ 데지스타 (2012년 11월 3일, 초!A&G+) - (야마키타・세리자와・와카이・쿠보타・시부야)
- 세키오 채널 오세키항![주석 7](Ustream 배포)
  - 2012년 11월 6일 - (야마키타・세리자와)
  - 2012년 11월 17일
- Voice Push! presents 후레후레! (2012년 12월 7일, 초!A&G+) - (세리자와・쿠보타・시부야)
- 시시라라 플러스! 스페셜 생방송 (니코니코 생방송)
  - 제15회 2013년 3월 6일 - (세리자와・쿠보타)
  - 제16회 2013년 3월 22일 - (야마키타・시부야)
- A&G ARTIST ZONE 와시자키 타케시의 2h (초!A&G+)
  - 2013년 5월 17일 - (야마키타・세리자와・쿠보타)
  - 2013년 8월 2일
  - 2013년 11월 22일 - (야마키타・와카이)
- A&G Girls Project Trefle (2014년 6월 14일：초!A&G+) - (아카네야・세리자와)
- 직전! 모두 모여! 아니타마 축제 (임시) (2013년 10월 14일, 초!A&G+) - (쿠보타・시부야)
- 아이돌 방송 해 보았다 (2013년 11월 1일, 아메스타) - (야마키타・세리자와)
- 아이돌의 성지 AKIBA 컬쳐즈 극장 지금까지의 라이브 거의 전부 보여드립니다 SP! (2013년 11월 2일, 니코니코 생방송)
- 닌텐도 3DS 용 소프트 「메탈 맥스4 ~월광의 디바~」 발매 전야제 생중계! (2013년 11월 6일, 니코니코 생방송)
- 논코와 노비타의 애니메 스크램블 (초!A&G+)
  - 2013년 11월 21일 - (야마키타・시부야)
  - 2016년 6월 1일 - (세리자와・와카이)
- Xperia presents 요시다 히사노리 XYZ (2013년 12월 10일, 니코니코 생방송)
- ayami 1st☆Anniversary 「ayami의 맘마」 (2013년 12월 20일, 니코니코 생방송) - (야마키타・아카네야)
- 아마세라게! 도쿄! (2014년 4월 5일：초!A&G+) - (야마키타 (・세리자와)・와카이・시부야)
- a-nation TV (2014년 8월 19일, USTREAM)
- J-Debit 쇼핑♡조르기 대결 니코나마 스페셜 (2014년 9월 15일, 니코니코 생방송) - (세리자와・아카네야・쿠보타)
- 작세스 헤븐 제작 발표회 in 니코파레 (2015년 3월 17일, 니코니코 생방송)
- 니시카와 타카노리의 이에노미!! (2015년 10월 22일, 니코니코 생방송)
- ANIMAX MUSIX 사전 PR 프로그램「라이브 본다면 ANIMAX MUSIX!」 #1 (2015년 11월 7일 - 2015년 11월 30일, 스카파! 온 디맨드) - (야마키타・세리자와・와카이・시부야)
- ANIMAX MUSIX 사전 PR 프로그램 「라이브 본다면 ANIMAX MUSIX!」 #2 (2015년 11월 14일 - 2015년 11월 30일, 스카파! 온 디맨드)
- 우라 ANIMAX MUSIX in 요코아리의 작은 방 (2015년 11월 21일 - 2015년 11월 30日, 스카파! 온 디맨드)
- 【게스트:predia/i☆Ris】 오오이시✕카토의 「니코나마☆음악왕」 제17회 (2018년 2월 14일, 니코니코 생방송） - (야마키타・시부야)

### 영화
- i☆Ris the Movie -Full Energy!!- (2024년 5월 17일 공개)

### 게임
- 요메코레 아이돌 (2013년 5월 21일[주석 8] - 2014년 3월 31일)
- 메탈 맥스4 월광의 디바 (2013년 11월 7일)
  - 주제가 외, 각지의 메모리 센터의 접수처로서 각 멤버가 개별로 목소리를 담당하고 있다.
- 쇼 바이 락!! (2018년 11월 23일 - 12월 21일)
  - i☆Ris와의 콜라보로서 i☆Ris를 이미지화한 극중 밴드 「ice☆Crhythm」 이 등장. i☆Ris의 악곡을 플레이 할 수 있는 것 외에, 보이스도 구현되었다[65].
- Root Film (2020년 6월 30일)
  - 멤버 6명 전원이 메인 캐스트의 목소리를 담당하고 있는 것 외에, 주제가도 담당하고 있다.

### 광고
- J-Debit 봄의 신생활 스타트 캠페인 「신생활 가전 배틀」 스페셜 영상 (2014년 3월 17일 - 4월 11일, 일본 직불카드 추진협의회 (일본전자결제추진기구) ) - (세리자와・아카네야・쿠보타)[66]
- 인기성우~조르기 대결!! J-Debit 가을의 기대 캠페인! (2014년 9월 10일 - 10월 5일, 일본 직불카드 추진협의회 (일본전자결제추진기구) ) - (세리자와・아카네야・쿠보타)[67]
- 「해외 드라마를 보자! 실행위원회」 "해외 드라마 선전부" (2015년 4월 28일 - , 「해외 드라마를 보자! 실행위원회」 )[68]

### 그 외
- i☆Ris의 사랑하고 사랑받는 i☆Listen♪ (2013년 2월 3일 - 2013년 3월 30일, 텔레돔)
- 세계 제일 짧은!? TV (2016년 2월 16일 - 2월 21일, 신주쿠 알타비전)

## 서적・출판물

### 사진집
- i☆Ris 말하는 그라비아 (2023년 9월 6일, 후소샤) ISBN 978-4594095154

### 잡지

#### 연재
- i☆Ris의 취미의 방 (성우 그랑프리, 2014년 1월호 - 2014년 7월호)
- 성우 파라다이스 R (2013년부터 연재 ~세리자와 유우의 ALL to 유우~ 모든것을 당신에게)
- 성우 파라다이스 R (2014년부터 연재 쿠보타 미유의 공주님!! 그것은 안 됩니다!)
- i☆Ris의 i☆Ri스. (프리페이퍼 애니칸 Vol.148 2015년 5월 15일 발행 2015년 6월호 - 종료호 불명)
- i☆Ris 말하는 그라비아 (주간 SPA! 2021년 5월 11일 발행 2021년 5월 18일호 - 2023년 7월 12일호)[69]

#### 단발
- 성우 파라다이스 (Vol.15)
- 월간 팝틴 (2014년 3월호)
- 성우 파라다이스 R (2014년 10월호)
- TV 스테이션 (2014년 21호, 2014년 9월 24일 발매)
- 주간 플레이보이 (2015년 no.3・4 합병호 2015년 1월 5일 발매)
- 월간 뉴타입 (2015년 3월호 2015년 2월 10일 발매)[70])
- 프리페이퍼 애니칸 (Vol.144, 2015년 2월 14일 발매)[71])
- bounce (378호, 2015년 4월 25일 발매)
- 애니메주 (2015년 7월호, 2015년 8월호)
- 애니칸 R 얀얀!! 2015 SUMMER 프레쉬프레쉬 (2015년 7월 16일 발매)
- 성우 파라다이스 R (Vol.8 2015년 9월 10일 발매, Vol.9 2015년 11월 10일 발매)
- 닛케이 엔터테인먼트! (2015년 12월호 2015년 11월 4일 발매)
- 닛케이 엔터테인먼트! 아이돌 Special 2016 (2015년 12월 3일 발매)
- 월간 뉴타입 (2016년 3월호 2016년 2월 10일 발매)[72])

### 트레이딩 카드
- Voice Actor Card Collection EX VOL.02 i☆Ris 『i☆Style』 (2021년 11월 7일, 부시로드 미디어)

## 이벤트

### 정기 라이브
2013년 4월 8일부터 5월 13일까지 매주 월요일, TwinBox AKIHABARA에서 정기 라이브를 개최했다. 또한, 2013년 4월 29일과 5월 6일은 공휴일로 인해 1일 2회 공연, 총 합계 8공연을 개최했다.
2013년 8월 6일부터 8월 27일까지 매주 화요일은 「i☆Ris가 TwinBox로 돌아~와~!」 라고 제목을 붙여, 1개월 한정 정기 라이브를 했다.

### 단독 이벤트
| 공연일    | 공연명                               | 회장                           | 비고            |
| --------- | ------------------------------------ | ------------------------------ | --------------- |
| 10월 8일  | 공개 이벤트                          | 아키바☆소프맵 1호점 8F         |                 |
| 10월 13일 | i☆Ris 악수회                         | 아키바☆소프맵 1호점 2F         | 악수회만, 2부제 |
| 11월 4일  | 데뷔 싱글 「Color」 발매 기념 악수회 | 아키바☆소프맵 1호점 2F         | 악수회만, 2부제 |
| 11월 11일 | 데뷔 싱글 「Color」 발매 이벤트      | 아키바☆소프맵 1호점 8F         | 3부제           |
| 11월 23일 | 미니 라이브 TSUTAYA 츠다누마점       | 모리시아 츠다누마 1F 센터 코트 | 2부제           |
| 11월 24일 | i☆Ris 악수회 애니메가 신요코하마역점 | 애니메가 신요코하마역점        | 악수회만        |
| 12월 16일 | 단독 이벤트                          | 아키바☆소프맵 1호점 8F         | 2부제           |

| 공연일    | 공연명                                                    | 회장                                          | 비고                         |
| --------- | --------------------------------------------------------- | --------------------------------------------- | ---------------------------- |
| 2월 17일  | 애니송 커버 미니 앨범 「커버☆리스」 예약 이벤트           | 아키바☆소프맵 1호점 8F                        | 휴연：아카네야               |
| 3월 16일  | 애니송 커버 미니 앨범 「커버☆리스」 예약 이벤트           | 다이버시티 도쿄 플라자 2F 페스티벌 광장       | 휴연：아카네야               |
| 3월 17일  | 애니송 커버 미니 앨범 「커버☆리스」 예약 이벤트           | 아키바☆소프맵 1호점 8F                        |                              |
| 3월 22일  | 애니송 커버 미니 앨범 「커버☆리스」 예약 이벤트           | SHIBUYA TSUTAYA B1F                           | 악수회만                     |
| 3월 24일  | 애니송 커버 미니 앨범 「커버☆리스」 예약 이벤트           | 애니메가 신요코하마역점                       | 악수회만                     |
| 3월 30일  | 애니송 커버 미니 앨범 「커버☆리스」 예약 이벤트           | 아키바☆소프맵 1호점 8F                        |                              |
| 4월 3일   | 애니송 커버 미니 앨범 「커버☆리스」 발매 이벤트           | AKIHABARA 게이머스                            | 토크쇼, 악수회               |
| 4월 4일   | 애니송 커버 미니 앨범 「커버☆리스」 발매 이벤트           | 애니메이트 이케부쿠로 본점                    |                              |
| 4월 5일   | 애니송 커버 미니 앨범 「커버☆리스」 발매 이벤트           | 아키바☆소프맵 1호점 8F                        |                              |
| 4월 6일   | 애니송 커버 미니 앨범 「커버☆리스」 발매 이벤트           | 아키바☆소프맵 1호점 8F                        |                              |
| 4월 7일   | 애니송 커버 미니 앨범 「커버☆리스」 발매 이벤트           | 아리오 카메아리                               |                              |
| 4월 7일   | 애니송 커버 미니 앨범 「커버☆리스」 발매 이벤트           | 아키바☆소프맵 1호점 8F                        |                              |
| 4월 13일  | 애니송 커버 미니 앨범 「커버☆리스」 발매 이벤트           | 이케부쿠로 선샤인시티 알파점                  | 악수회만                     |
| 5월 11일  | 2nd 싱글 「한결같이」 예약 이벤트                         | 이온몰 우라와미소노점 1F 센트럴 코트          |                              |
| 5월 12일  | 2nd 싱글 「한결같이」 예약 이벤트                         | 아키바☆소프맵 1호점 8F                        | 2부제                        |
| 5월 18일  | 2nd 싱글 「한결같이」 예약 이벤트                         | 아리오 소가점                                 |                              |
| 5월 19일  | 2nd 싱글 「한결같이」 예약 이벤트                         | 아리오 카와구치점                             |                              |
| 5월 22일  | 2nd 싱글 「한결같이」 발매 기념 이벤트                    | 아키바☆소프맵 1호점 8F                        |                              |
| 5월 25일  | 2nd 싱글 「한결같이」 발매 기념 이벤트                    | 아키바☆소프맵 1호점 8F                        |                              |
| 6월 2일   | 3rd 싱글 「§Rainbow」 예약 이벤트                         | 이온몰 무사시무라야마점                       |                              |
| 7월 7일   | i☆Ris 생탄제☆ ~6명이 만난지 1년이 지났습니다~             | 아키바☆소프맵 1호점 8F                        | 결성 1주년 기념 이벤트 2부제 |
| 7월 13일  | 3rd 싱글 「§Rainbow」 예약 이벤트                         | 요코하마 코스모월드                           | 2부제                        |
| 8월 17일  | 3rd 싱글 「§Rainbow」 예약 이벤트                         | 아키바☆소프맵 1호점 8F                        | 2부제                        |
| 8월 18일  | 3rd 싱글 「§Rainbow」 예약 이벤트                         | 타워 레코드 신주쿠점                          | 특전회만                     |
| 8월 22일  | 3rd 싱글 「§Rainbow」 발매 이벤트                         | 타워 레코드 시부야점                          | 특전회만                     |
| 8월 23일  | 3rd 싱글 「§Rainbow」 발매 이벤트                         | 요도바시 카메라 키치죠지점 2F 이벤트 스페이스 |                              |
| 8월 31일  | 3rd 싱글 「§Rainbow」 발매 기념×아니사마 CD 구입자 특전회 | 에이벡스 본사 2F                              | 특전회만                     |
| 10월 12일 | 4th 싱글 「WONDERLAND」 완성 공개 이벤트                  | AKIBA 컬쳐즈 극장                             |                              |
| 10월 27일 | 4th 싱글 「WONDERLAND」 예약 이벤트                       | 요도바시 카메라 키치죠지점 2F 이벤트 스페이스 | 2부제                        |
| 11월 2일  | 4th 싱글 「WONDERLAND」 예약 이벤트                       | 타워 레코드 신주쿠점                          | 특전회만                     |
| 11월 9일  | i☆Ris 1st ANNIVERSARY LIVE -THANK YOU ALL-                | 하라주쿠 아스트로 홀                          | 원맨라이브 (1st)・2회 공연   |
| 11월 20일 | 4th 싱글 「WONDERLAND」 발매 기념 이벤트                  | 타워 레코드 시부야점                          |                              |
| 11월 24일 | 4th 싱글 「WONDERLAND」 발매 기념 이벤트                  | 아키바☆소프맵 1호점 8F                        | 2부제 & 추첨회               |
| 12월 7일  | 4th 싱글 「WONDERLAND」 발매 기념 이벤트                  | TSUTAYA EBISUBASHI 6F 이벤트 스페이스         | 특전회만                     |
| 12월 8일  | 4th 싱글 「WONDERLAND」 발매 기념 이벤트                  | 소프맵 나고야역내점 이벤트 스페이스           | 특전회만                     |
| 12월 24일 | i☆Ris 크리스마스 라이브@아키하바라                        | AKIBA 컬쳐즈 극장                             |                              |

| 공연일    | 공연명                                                                    | 회장                                                    | 비고 |
| --------- | ------------------------------------------------------------------------- | ------------------------------------------------------- | --- |
| 1월 12일  | 시부야 아즈키 성인 기념 이벤트                                            | 아키바☆소프맵 1호점 8F                                  | |
| 2월 2일   | 쿠보타 미유 생탄제                                                        | 아키바☆소프맵 1호점 8F                                  | |
| 3월 15일  | 야마키타 사키 생탄제                                                      | 요도바시 카메라 키치죠지점 2F 이벤트 스페이스           | |
| 3월 26일  | i☆Ris Live DVD 「i☆Ris 1st ANNIVERSARY LIVE -THANK YOU ALL-」 발매 이벤트 | 타워 레코드 시부야점 3F 이벤트 스페이스                 | 3/25 (화) - 4/3 (목) 동 점포 동 층에서 사진 패널전도 개최 |
| 3월 28일  | i☆Ris Live DVD 「i☆Ris 1st ANNIVERSARY LIVE -THANK YOU ALL-」 발매 이벤트 | 요도바시 카메라 키치죠지점 2F 이벤트 스페이스           | |
| 3월 30일  | i☆Ris -STEP INTO THE RAINBOW-                                             | 신주쿠 BLAZE                                            | 원맨라이브 (2nd) |
| 5월 4일   | 5th 싱글 「무리 태양」 예약 이벤트                                        | 아키바☆소프맵 1호점 8F                                  | 미니라이브＋특전회, 2부제 |
| 5월 6일   | 5th 싱글 「무리 태양」 예약 이벤트                                        | 아키바☆소프맵 1호점 8F                                  | 미니라이브＋특전회, 2부제 |
| 5월 18일  | 5th 싱글 「무리 태양」 예약 이벤트                                        | 토라노아나 아키하바라점C 4F 이벤트 플로어               | 토크 & 악수, 체키 촬영회, 사물 사인회 |
| 6월 18일  | 5th 싱글 「무리 태양」 발매 이벤트                                        | 타워 레코드 시부야점 3F 이벤트 스페이스                 | 악수회 & CD 자켓 사인회 |
| 6월 21일  | 5th 싱글 「무리 태양」 발매 이벤트                                        | 에이벡스 본사 2F 특설 회장                              | 특전회, 2부제 |
| 6월 28일  | 5th 싱글 「무리 태양」 발매 이벤트                                        | 에이벡스 본사 2F 특설 회장                              | 특전회, 2부제 |
| 7월 12일  | 아카네야 히미카 생탄제                                                    | AKIBA 컬쳐즈 극장                                       | |
| 7월 12일  | i☆Ris 생탄제 2014                                                         | AKIBA 컬쳐즈 극장                                       | |
| 7월 26일  | 6th 싱글 「Make it!」 예약 이벤트                                         | 아키하바라 헌드레드 스퀘어 클럽                         | 특전회 (악수회, 체키회) 휴연：쿠보타 |
| 7월 27일  | 6th 싱글 「Make it!」 예약 이벤트                                         | 아키바☆소프맵 1호점 7F                                  | 토크＋특전회 (와르르 추첨회, 악수회, 체키회 (2샷 or 3샷), 사물 사인회) 휴연：세리자와                                                                                   |
| 8월 20일  | 6th 싱글 「Make it!」 발매 이벤트                                         | 아키바☆소프맵 1호점 8F                                  | 미니라이브＋특전회 (악수회, 체키회 (2샷 or 7샷), CD 자켓 or 포스터 사인회)                                                                                              |
| 8月23日   | 시부야 아즈키 생탄제                                                      | AKIBA 컬쳐즈 극장                                       | |
| 8월 24일  | 6th 싱글 「Make it!」 발매 이벤트                                         | 타워 레코드 시부야점 3F 이벤트 스페이스                 | 1부：악수회 2부：체키회 (2샷 or 7샷), CD 자켓 or 포스터 사인회 |
| 10월 19일 | 7th 싱글 「미라클☆파라다이스」 예약 이벤트                                | 1부：아키바☆소프맵 1호점 7F 2부：아키바☆소프맵 1호점 8F | 1부：토크＋특전회 (그룹 악수회, 체키회) 2부：미니라이브＋특전회 (악수회, 체키회 (복장은 사복, 2샷 or 7샷), 사물 사인회) ※사물 사인회의 사인은「이름」「날짜」「사인」만 |
| 11월 3일  | 와카이 유우키 생탄제                                                      | AKIBA 컬쳐즈 극장                                       | |
| 11월 8일  | 7th 싱글 「미라클☆파라다이스」 예약 이벤트                                | 애니메이트 오오미야                                     | 1부：전달회 (애나메이트 한정 브로마이드) 2부：악수회, 체키회 (복장은 사복＋애니메이트 앞치마, 2샷 or 7샷), 사물 사인회                                                  |
| 11월 12일 | 7th 싱글 「미라클☆파라다이스」 발매 이벤트                                | 타워 레코드 시부야점 3F 이벤트 스페이스                 | 악수회, 2샷 체키회 or 7샷 체키회, CD 자켓 or 포스터 사인회 |
| 11월 15일 | 7th 싱글 「미라클☆파라다이스」 발매 이벤트                                | 1부：아키바☆소프맵 1호점 8F 2부：아키바☆소프맵 1호점 7F | 1부：미니라이브＋특전회 악수회 (1인 1회만) 2부：악수회, 체키회 (2샷 or 7샷), CD 자켓 or 포스터 사인회                                                                   |
| 11월 23일 | i☆Ris 2nd Anniversary Live ~Dream Evolution~                              | 롯본기 블루 시어터                                      | |
| 11월 30일 | 세리자와 유우 생탄제                                                      | AKIBA 컬쳐즈 극장                                       | |

| 공연일    | 공연명                                                       | 회장                                                               | 비고 |
| --------- | ------------------------------------------------------------ | ------------------------------------------------------------------ | --- |
| 1월 17일  | 8th 싱글 「Realize!」 예약 이벤트                            | 1부：아키바☆소프맵 1호점 8F 2부：아키바☆소프맵 1호점 7F            | 1부：미니라이브＋악수회 (1인 1회만) 2부：특전회 (악수회, 체키회 (2샷 or 7샷), 사물 사인회) ※사물 사인회의 사인은「이름」「날짜」「사인」만                                                                                        |
| 1월 25일  | 쿠보타 미유 생탄제                                           | AKIBA 컬쳐즈 극장                                                  | |
| 2월 11일  | 8th 싱글 「Realize!」 예약 이벤트                            | 1부：아키바☆소프맵 1호점 8F 2부：아키바☆소프맵 1호점 7F            | 1부：미니라이브＋악수회 (1인 1회만) 2부：특전회 (악수회, 체키회 (2샷 or 7샷), 사물 사인회) ※사물 사인회의 사인은「이름」「날짜」「사인」만                                                                                        |
| 2月18日   | 8th 싱글 「Realize!」 발매 이벤트                            | 타워 레코드 시부야점 1F 이벤트 스페이스                            | 악수회, CD 자켓 or 포스터 사인회 |
| 2월 22일  | 야마키타 사키 생탄제                                         | AKIBA 컬쳐즈 극장                                                  | |
| 3월 21일  | 1st 앨범 「We are i☆Ris!!!」 예약 이벤트                     | 타워 레코드 시부야점 B1F 「CUTUP STUDIO」                          | 미니라이브＋특전회 (그룹 악수회 (1그룹 3명), 체키회 (2샷or 7샷), 사물 사인회) ※사물 사인회의 사인은「이름」「날짜」「사인」만 |
| 4월 11일  | 1st 앨범 「We are i☆Ris!!!」 발매 이벤트                     | 1부：아키바☆소프맵 1호점 8F 2부：아키바☆소프맵 1호점 7F            | 1부：미니라이브＋악수회 (1인 1회만, 멤버 전원) 2부：특전회 (그룹 악수회 (1그룹 3명), 체키회 (2샷 or 7샷), CD 자켓 or 포스터 사인회) ＊CD 자켓 or 포스터 사인은 멤버 전원으로 구성, 희망 멤버 1명으로부터 이름・날짜 기입          |
| 4월 18일  | i☆Ris 1st Live Tour 2015 ~We are i☆Ris!!!~ 【오사카 공연】   | Music Club JANUS                                                   | 주야 2부제 |
| 4월 19일  | i☆Ris 1st Live Tour 2015 ~We are i☆Ris!!!~ 【나고야 공연】   | JAMMIN'                                                            | 주야 2부제 |
| 4월 25일  | i☆Ris 1st Live Tour 2015 ~We are i☆Ris!!!~ 【후쿠오카 공연】 | 이무즈 홀                                                          | |
| 5월 5일   | i☆Ris 1st Live Tour 2015 ~We are i☆Ris!!!~ 【삿포로 공연】   | 삿포로 cube garden                                                 | |
| 5월 24일  | i☆Ris 1st Live Tour 2015 ~We are i☆Ris!!!~ 【도쿄 공연】     | Zepp Tokyo                                                         | |
| 6월 27일  | 9th 싱글 「드림 퍼레이드」 예약 이벤트                       | 선샤인시티 전문상가 알파 지하 1층 분수 광장                        | 미니라이브＋특전회 (그룹 악수회 (1그룹 3명), 체키회 (2샷 or 7샷), 사물 사인회) 2회 개최 ※사물 사인회의 사인은「이름」「날짜」「사인」만                                                                                           |
| 7월 4일   | 9th 싱글 「드림 퍼레이드」 예약 이벤트                       | 【1부】아키바☆소프맵 1호점 8F 【2부】【3부】아키바☆소프맵 1호점 7F | 【1부】미니라이브＋특전회 (악수회 멤버 전원) ※1인당 1회만 참가 【2부】특전회 (그룹 악수회 (1그룹 3명), 사물 사인회) ※사물 사인회의 사인은「이름」「날짜」「사인」만 【3부】특전회 (그룹 악수회 (1그룹 3명), 체키회 (2샷 or 7샷) ) |
| 7월 5일   | 9th 싱글 「드림 퍼레이드」 예약 이벤트                       | 다이버시티 도쿄 플라자 2F 페스티벌 광장                            | 미니라이브＋특전회 (그룹 악수회 (1그룹 3명), 사물 사인회, 체키회 (2샷 or 7샷) ) ＊사물 사인회의 사인은「이름」「날짜」「사인」만                                                                                                  |
| 7월 8일   | 9th 싱글 「드림 퍼레이드」 발매 이벤트                       | 니코니코 본사                                                      | 와카이 유우키, 쿠보타 미유, 시부야 아즈키와의 악수회 |
| 7월 25일  | i☆Ris 결성 3주년 기념 이벤트                                 | 타케시바 NEW PIER HALL                                             | 주야 2부제 |
| 9월 27일  | 10th 싱글 「브라이트 판타지」 예약 이벤트                    | 어반 독 라라포트 토요스 씨사이드 덱 메인 스테이지                  | 미니라이브＋특전회 (그룹 악수회 (1그룹 3명), 체키회 (2샷 or 7샷), 사물 사인회) 2회 개최 ※사물 사인회의 사인은「이름」「날짜」「사인」만                                                                                           |
| 10월 12일 | 10th 싱글 「브라이트 판타지」 예약 이벤트                    | 모리타운 MOVIX 앞 가든 스테이지                                    | 미니라이브, 특전회 (악수회 (야마키타, 아카네야, 와카이, 쿠보타, 시부야), 체키회 (2샷 or 6샷), 사물 사인회) ※사물 사인회의 사인은「이름」「날짜」「사인」만 휴연：세리자와                                                         |
| 10월 18일 | 10th 싱글 「브라이트 판타지」 예약 이벤트                    | 【1부】아키바☆소프맵 1호점 8F 【2부】【3부】아키바☆소프맵 1호점 7F | 【1부】미니라이브＋특전회 (악수회 멤버 전원) ※1인당 1회만 참가 【2부】특전회 (그룹 악수회 (1그룹 3명), 사물 사인회) ※사물 사인회의 사인은「이름」「날짜」「사인」만 【3부】특전회 (그룹 악수회 (1그룹 3명), 체키회 (2샷 or 7샷) ) |
| 10월 25일 | 10th 싱글 「브라이트 판타지」 예약 이벤트                    | 타워 레코드 시부야점 B1F 「CUTUP STUDIO」                          | 미니라이브＋특전회 (그룹 악수회 (1그룹 3명), 체키회 (2샷 or 7샷), 사물 사인회) ※사물 사인회의 사인은「이름」「날짜」「사인」만 |
| 11월 8일  | i☆Ris 3rd Anniversary LIVE ~GALAXY~                          | 토요스 PIT                                                         | |

| 공연일    | 공연명                                                                         | 회장 | 비고 |
| --------- | ------------------------------------------------------------------------------ | --- | --- |
| 1월 23일  | 11th 싱글 「Goin’on」 예약 이벤트                                              | 비너스포트 2F 교회광장 | 미니라이브＋특전회 (특전회 내용：개별 악수회, 체키회 (2샷 혹은 7샷), 사물 사인회) 2부제                                                                                                 |
| 1월 30일  | 11th 싱글 「Goin’on」 예약 이벤트                                              | 아키바☆소프맵 1호점 【1부】팀①：8F 이벤트 플로어, 팀②：7F 이벤트 스페이스 【2부】팀①：8F 이벤트 플로어, 팀②：7F 이벤트 스페이스 【3부】멤버 전원：8F 이벤트 플로어 | 【1부】특전회 (특전회 내용：개별 악수회, 체키회 (2샷만), 사물 사인회) 【2부】특전회 (특전회 내용：개별 악수회, 체키회 (2샷만), 사물 사인회) 【3부】미니라이브＋특전회(악수회 멤버 전원) |
| 2월 20일  | 11th 싱글 「Goin’on」 발매 이벤트                                              | 타워 레코드 시부야점 B1F 「CUTUP STUDIO」 | 미니라이브, 특전회 (개별 악수회, 체키회, 자켓 or 포스터 사인회) |
| 2월 21일  | 11th 싱글 「Goin’on」 발매 이벤트                                              | 어반 독 라라포트 토요스 씨사이드 덱 메인 스테이지 | 미니라이브＋특전회 (특전회 내용：개별 악수회, 체키회 (2샷 혹은 7샷), 자켓 or 포스터 사인회) 2부제                                                                                       |
| 4월 9일   | 2nd 앨범 「Th!s !s i☆Ris!!」 발매 이벤트                                       | 비너스포트 2F 교회광장 | 미니라이브＋특전회 (특전회 내용：개별 악수회, 체키회 (2샷 혹은 7샷), 사물 사인회) 2부제                                                                                                 |
| 4월 24일  | i☆Ris 2nd Live Tour 2016 ~Th!s !s i☆Ris!!~ 【후쿠오카 공연】                   | Zepp Fukuoka | |
| 4월 30일  | i☆Ris 2nd Live Tour 2016 ~Th!s !s i☆Ris!!~ 【홋카이도 공연】                   | Zepp Sapporo | |
| 5월 3일   | i☆Ris 2nd Live Tour 2016 ~Th!s !s i☆Ris!!~ 【미야기 공연】                     | 센다이 Rensa | |
| 5월 7일   | 12th 싱글 「Ready Smile!!」 예약 이벤트                                        | 모리타운 MOVIX 앞 가든 스테이지 | 미니라이브＋특전회 (특전회 내용：개별 악수회, 사물 사인회, 체키회 (2샷, 7샷) ) 2부제 |
| 5월 8일   | 12th 싱글 「Ready Smile!!」 예약 이벤트                                        | 라라포트 요코하마 1F 센트럴 가든 | 미니라이브＋특전회 (특전회 내용：개별 악수회, 사물 사인회, 체키회 (2샷, 7샷) ) |
| 5월 14일  | i☆Ris 2nd Live Tour 2016 !Th!s !s i☆Ris!!~ 【오사카 공연】                     | Zepp Namba | |
| 5월 15일  | i☆Ris 2nd Live Tour 2016 ~Th!s !s i☆Ris!!~ 【아이치 공연】                     | Zepp Nagoya | |
| 5월 21일  | i☆Ris 2nd Live Tour 2016 ~Th!s !s i☆Ris!!~ 【도쿄 공연】                       | Zepp Tokyo | |
| 5얼 28일  | 12th 싱글 「Ready Smile!!」 예약 이벤트                                        | 다이버시티 도쿄 플라자 2F 페스티벌 광장 | 미니라이브＋특전회 (특전회 내용：개별 악수회, 사물 사인회, 체키회 (2샷, 7샷) ) 2부제 |
| 5월 29일  | 12th 싱글 「Ready Smile!!」 예약 이벤트                                        | 타워 레코드 시부야점 B1F 「CUTUP STUDIO」 | 미니라이브, 특전회 (개별 악수회, 체키회 (2샷 & 6샷), 사물 사인회) 휴연：세리자와 |
| 6월 4일   | 12th 싱글 「Ready Smile!!」 발매 이벤트                                        | 오사카・아베의 Hoop 1F 오픈 에어 플라자 | 미니라이브＋특전회 (특전회 내용：개별 악수회, 체키회 (2샷 혹은 7샷), 자켓 or 포스터 사인회)                                                                                             |
| 7월 3일   | 13th 싱글 「Re:Call」 예약 이벤트                                              | 어반 독 라라포트 토요스 씨사이드 덱 메인 스테이지 | 미니라이브＋특전회 |
| 7월 9일   | i☆Ris 결성 4주년 Live ~foooour~                                                | i☆Ristellartheater (카와구치호 스텔라 시어터) | 주야 2부제 |
| 7월 23일  | 13th 싱글 「Re:Call」 예약 이벤트                                              | 아키바☆소프맵 1호점 8F 이벤트 플로어 | 미니라이브＋특전회 2부제 휴연：쿠보타 |
| 7월 24일  | 13th 싱글 「Re:Call」 예약 이벤트                                              | 타워 레코드 시부야점 B1F 「CUTUP STUDIO」 | 미니라이브, 특전회 (개별 악수회, 체키회 (2샷 & 7샷), 사물 악수회) 2부제 |
| 7월 31일  | 13th 싱글 「Re:Call」 예약 이벤트                                              | 다이버시티 도쿄 플라자 페스티벌 광장 | 미니라이브, 특전회 (개별 악수회, 체키회 (2샷 & 7샷), 사물 악수회) 2부제 |
| 8월 3일   | 13th 싱글 「Re:Call」 발매 기념 체키회 이벤트                                  | 타워 레코드 이케부쿠로점 6F | 체키회 (2샷) 휴연：세리자와, 시부야 |
| 8월 13일  | 13th 싱글 「Re:Call」 발매 이벤트                                              | 나고야 킨테츠 파세점 옥상 이벤트 스페이스 | 미니라이브＋특전회 (개별 악수회, 체키회 (2샷 혹은 7샷), 사물 사인회) |
| 8월 14일  | 13th 싱글 「Re:Call」 발매 이벤트                                              | 오사카・아베의 Hoop 1F 오픈 에어 플라자 | 미니라이브＋특전회 (개별 악수회, 체키회 (2샷 혹은 7샷), 사물 사인회) |
| 10월 8일  | i☆Ris 4th Anniversary Live 일본무도관 개최 기념 타워 레코드 순업 캠페인 이벤트 | 타워 레코드 킨테츠 파세점 옥상 이벤트 스페이스 | 출연：와카이, 시부야 토크＋특전회 (사물 사인회, 2샷 체키회, 그룹 악수회) |
| 10월 9일  | i☆Ris 4th Anniversary Live 일본무도관 개최 기념 타워 레코드 순업 캠페인 이벤트 | 타워 레코드 아베의 Hoop점 아베의 Hoop 6F | 출연：아카네야, 시부야 토크＋특전회 (사물 사인회, 2샷 체키회, 그룹 악수회) |
| 10월 14일 | i☆Ris 4th Anniversary Live 일본무도관 개최 기념 타워 레코드 순업 캠페인 이벤트 | 타워 레코드 시부야점 B1F 「CUTUP STUDIO」 | 출연：야마키타, 아카네야, 쿠보타 토크＋특전회 (사물 사인회, 2샷 체키회, 그룹 악수회) |
| 10월 22일 | i☆Ris 4th Anniversary Live 일본무도관 개최 기념 타워 레코드 순업 캠페인 이벤트 | 타워 레코드 후쿠오카 파르코점 6F | 출연：세리자와, 와카이, 쿠보타 토크＋특전회 (사물 사인회, 2샷 체키회, 그룹 악수회) |
| 10월 28일 | i☆Ris 4th Anniversary Live 일본무도관 개최 기념 타워 레코드 순업 캠페인 이벤트 | 타워 레코드 삿포로 피보점 4F | 출연：야마키타, 아카네야 토크＋특전회 (사물 사인회, 2샷 체키회, 그룹 악수회) |
| 11월 25일 | i☆Ris 4th Anniversary Live ~418~                                               | 일본무도관 | |

| 공연일    | 공연명                                                             | 회장 | 비고 |
| --------- | ------------------------------------------------------------------ | --- | --- |
| 1월 21일  | 14th 싱글 「Shining Star」 예약 이벤트                             | 애니메이트 이케부쿠로 본점 9F | 미니라이브＋특전회 특전회 내용：체키회 (2샷 체키 혹은 7샷 체키), 사물 사인회 (사인은 멤버 1명으로부터), 개별 악수회 2부제, 2부는 여성 한정                                               |
| 2월 19일  | 14th 싱글 「Shining Star」 예약 이벤트                             | 이온 레이크 타운 kaze 1F 빛의 광장 | 미니라이브＋특전회 (체키회 (2샷 체키 혹은 7샷 체키), 사물 사인회 (사인은 멤버 1명으로부터), 개별 악수회 2부제                                                                            |
| 2월 26일  | 14th 싱글 「Shining Star」 예약 이벤트                             | 라라포트 카시와노하 본관 2F 센터 플라자 | 미니라이브＋특전회 (체키회 (2샷 체키 혹은 7샷 체키), 사물 사인회 (사인은 멤버 1명으로부터), 개별 악수회 2부제                                                                            |
| 3월 5일   | 14th 싱글 「Shining Star」 예약 이벤트                             | 타워 레코드 시부야점 B1F 「CUTUP STUDIO」 | 미니라이브＋특전회 (개별 악수회, 체키회 (2샷 & 7샷), 사물 사인회) |
| 3월 6일   | 14th 싱글 「Shining Star」 발매 이벤트                             | 타워 레코드 아베의 Hoop점 아베의 Hoop 6F | 출연：야마키타, 아카네야 토크＋특전회 (사물 사인회, 체키회 (2샷), 악수회 (그룹) ) |
| 3월 11일  | 14th 싱글 「Shining Star」 발매 이벤트                             | 어반 독 라라포트 토요스 씨사이드 덱 메인 스테이지 | 미니라이브＋특전회 (체키회 (2샷 체키 혹은 7샷 체키), 사물 사인회 (사인은 멤버 1명으로부터), 개별 악수회 2부제                                                                            |
| 3월 12일  | 14th 싱글 「Shining Star」 발매 이벤트                             | 아키바☆소프맵 1호점 【1부】멤버 전원：8F 이벤트 플로어 【2부】팀①：8F 이벤트 플로어, 팀②：7F 이벤트 스페이스 【3부】팀①：8F 이벤트 플로어, 팀②：7F 이벤트 스페이스 | 【1부】미니라이브＋특전회 (악수회 멤버 전원) 【2부】특전회 (특전회 내용：개별 악수회, 체키회 (2샷만), 사물 사인회) 【3부】특전회 (특전회 내용：개별 악수회, 체키회 (2샷만), 사물 사인회) |
| 4월 9일   | i☆Ris 3rd Live Tour 2017 ~Fan+6=∞~ 【치바 공연】                   | 이치하라시 시민회관 | 주야 2부제 |
| 4월 16일  | i☆Ris 3rd Live Tour 2017 ~Fan+6=∞~ 【후쿠오카 공연】               | 츠쿠시회관 | 주야 2부제 |
| 4월 22일  | i☆Ris 3rd Live Tour 2017 ~Fan+6=∞~ 【미야기 공연】                 | 센다이 시민회관 대홀 | 주야 2부제 |
| 5월 7일   | i☆Ris 3rd Live Tour 2017 ~Fan+6=∞~ 【사이타마 공연】               | 도코로자와 시민문화센터 뮤즈 MARQUEE 홀 | 주야 2부제 |
| 5월 21일  | i☆Ris 3rd Live Tour 2017 ~Fan+6=∞~ 【도쿄 공연】                   | 나카노 선플라자 | 주야 2부제 |
| 5월 27일  | i☆Ris 3rd Live Tour 2017 ~Fan+6=∞~ 【홋카이도 공연】               | 도신 홀 | 주야 2부제 |
| 6월 10일  | i☆Ris 3rd Live Tour 2017 ~Fan+6=∞~ 【카나가와 공연】               | 관내 홀 | 주야 2부제 |
| 6월 11일  | i☆Ris 3rd Live Tour 2017 ~Fan+6=∞~ 【기후 공연】                   | 나가라가와 국제 회의장 | |
| 6월 24일  | i☆Ris 3rd Live Tour 2017 ~Fan+6=∞~ 【오사카 공연】                 | NHK 오사카 홀 | 주야 2부제 |
| 7월 17일  | i☆Ris 결성 5주년 기념 Live ~5 years old! Everyone comes together☆~ | 카츠시카 심포니 힐즈 모차르트 홀 | 주야 2부제 |
| 11월 6일  | i☆Ris 5th Anniversary Live ~Go~                                    | 후추노모리 예술 극장 드림 홀 | 2일간 개최 |
| 11월 7일  | i☆Ris 5th Anniversary Live ~Go~                                    | 후추노모리 예술 극장 드림 홀 | 2일간 개최 |
| 11월 10일 | 3rd 앨범 【WONDERFUL PALETTE】 발매 기념 순업 이벤트               | 애니메이트 오사카 니혼바시 (5F 이벤트 스페이스) | 출연：야마키타, 아카네야 토크＋특전회 (2샷 체키회＋그룹 악수회＋사물 사인회) |
| 11월 11일 | 3rd 앨범 【WONDERFUL PALETTE】 발매 기념 순업 이벤트               | 타워 레코드 후쿠오카 파르코점 | 출연：세리자와, 쿠보타 토크＋특전회 (2샷 체키회＋그룹 악수회＋사물 사인회) |
| 11월 12일 | 3rd 앨범 【WONDERFUL PALETTE】 발매 기념 순업 이벤트               | 타워 레코드 삿포로 피보점 | 출연：야마키타, 시부야 토크＋특전회 (2샷 체키회＋그룹 악수회＋사물 사인회) |
| 11월 17일 | 3rd 앨범 【WONDERFUL PALETTE】 발매 기념 순업 이벤트               | 애니메이트 나고야 (제3 타이코 빌딩 이벤트 스페이스) | 출연：와카아, 쿠보타 토크＋특전회 (2샷 체키회＋그룹 악수회＋사물 사인회) |
| 11월 18일 | 3rd 앨범 【WONDERFUL PALETTE】 발매 기념 순업 이벤트               | 타워 레코드 요코하마 비브레점 | 출연：아카네야, 시부야 토크＋특전회 (2샷 체키회＋그룹 악수회＋사물 사인회) |
| 11월 19일 | 3rd 앨범 【WONDERFUL PALETTE】 발매 기념 순업 이벤트               | 오사키 브라이트 코어 홀 | 토크＋특전회 (2샷 or 7샷 체키회＋개별 악수회＋사물 사인회) |

| 공연일   | 공연명                                                             | 회장                                                    | 비고 |
| -------- | ------------------------------------------------------------------ | ------------------------------------------------------- | --- |
| 1월 21일 | 15th 싱글 「Memorial」 발매 이벤트                                 | 선샤인시티 알파 B1 분수 광장                            | 미니라이브＋특전회 (개별 악수회, 체키회 (2샷 혹은 7샷), 사물 사인회) 2부제                                 |
| 1월 28일 | 15th 싱글 「Memorial」 발매 이벤트                                 | 애니메이트 히로시마                                     | 출연：야마키타, 쿠보타 토크＋특전회 (2샷 체키회＋사물 사인회＋그룹 악수회)                                 |
| 2월 3일  | 15th 싱글 「Memorial」 발매 이벤트                                 | 타워 레코드 요코하마                                    | 출연：쿠보타, 시부야 토크＋특전회 (2샷 체키회＋사물 사인회＋그룹 악수회)                                   |
| 2월 10일 | 15th 싱글 「Memorial」 발매 이벤트                                 | 애니메이트 센다이                                       | 출연：세리자와, 아카네야 토크＋특전회 (2샷 체키회＋사물 사인회＋그룹 악수회)                               |
| 2월 11일 | 15th 싱글 「Memorial」 발매 이벤트                                 | 애니메이트 이케부쿠로 본점                              | 출연：【1부】쿠보타, 와카이 【2부】야마키타, 아카네야 토크＋특전회 (2샷 체키회＋사물 사인회＋그룹 악수회)  |
| 2월 17일 | 15th 싱글 「Memorial」 발매 이벤트                                 | 타워 레코드 삿포로 피보점                               | 출연：야마키타, 아카네야 토크＋특전회 (2샷 체키회＋사물 사인회＋그룹 악수회)                               |
| 2월 24일 | 15th 싱글 「Memorial」 발매 이벤트                                 | 타워 레코드 후쿠오카 파르코점                           | 출연：야마키타, 시부야 토크＋특전회 (2샷 체키회＋사물 사인회＋그룹 악수회)                                 |
| 2월 25일 | 15th 싱글 「Memorial」 발매 이벤트                                 | 타워 레코드 이케부쿠로                                  | 출연：【1부】야마키타, 시부야 【2부】세리자와, 와카이 토크＋특전회 (2샷 체키회＋사물 사인회＋그룹 악수회)  |
| 2월 26일 | 15th 싱글 「Memorial」 발매 이벤트                                 | 애니메이트 오사카 니혼바시점 animate O.N.SQUARE HALL 3F | 출연：야마키타, 쿠보타 토크＋특전회 (2샷 체키회＋사물 사인회＋그룹 악수회)                                 |
| 4월 7일  | 16th 싱글 「Changing point」 발매 이벤트                           | 아리오 카와구치점 1층 센터 코트                         | 출연：야마키타, 세리자와, 시부야 토크＋특전회 (2샷 체키회＋사물 사인회＋그룹 악수회)                       |
| 4월 8일  | 16th 싱글 「Changing point」 발매 이벤트                           | TKP 가든 시티 PREMIUM 각역 서쪽 출구 2F 스피카          | 출연：와카이, 쿠보타, 시부야 토크＋특전회 (2샷 체키회＋사물 사인회＋그룹 악수회)                           |
| 4월 15일 | 16th 싱글 「Changing point」 발매 이벤트                           | 타워 레코드 시부야 B1F 「CUTUP STUDIO」                 | 미니라이브＋특전회 (2샷 체키회＋사물 사인회＋그룹 악수회)                                                  |
| 4월 19일 | i☆Ris 4th Live Tour 2018 ~WONDERFUL PALETTE~ 【도쿄 공연】         | 카츠시카 심포니 힐즈 모차르트 홀                        | |
| 4월 29일 | 16th 싱글 「Changing point」 발매 이벤트                           | 애니메이트 오사카 니혼바시 animate o.n.square HALL 3F   | 출연：야마키타, 아카네야, 와카이, 쿠보타, 시부야 토크＋특전회 (2샷 체키회＋사물 사인회＋그룹 악수회) 2부제 |
| 4월 30일 | i☆Ris 4th Live Tour 2018 ~WONDERFUL PALETTE~ 【오사카 공연】       | NHK 오사카 홀                                           | 주야 2부제                                                                                                 |
| 5월 6일  | i☆Ris 4th Live Tour 2018 ~WONDERFUL PALETTE~ 【미야기 공연】       | 토크넷 홀 센다이                                        | |
| 5월 7일  | 16th 싱글 「Changing point」 발매 이벤트                           | 타워 레코드 센다이 파르코점                             | 출연：야마키타, 아카네야, 와카이 토크＋특전회 (2샷 체키회＋사물 사인회＋그룹 악수회)                       |
| 5월 11일 | 16th 싱글 「Changing point」 발매 이벤트                           | 아토레 마루히로 7F 「스페이스・세븐」 (카와고에 앞 역)  | 출연：와카이, 쿠보타, 시부야 토크＋특전회 (2샷 체키회＋사물 사인회＋그룹 악수회)                           |
| 5월 12일 | i☆Ris 4th Live Tour 2018 ~WONDERFUL PALETTE~ 【사이타마 공연】     | 와코시민문화센터 선아제리아 대홀                        | 주야 2부제                                                                                                 |
| 5월 19일 | i☆Ris 4th Live Tour 2018 ~WONDERFUL PALETTE~ 【후쿠오카 공연】     | 츠쿠시회관                                              | |
| 5월 20일 | 16th 싱글 「Changing point」 발매 이벤트                           | 타워 레코드 후쿠오카 파르코점                           | 출연：야마키타, 아카네야, 시부야 토크＋특전회 (2샷 체키회＋사물 사인회＋그룹 악수회)                       |
| 5월 25일 | 16th 싱글 「Changing point」 발매 이벤트                           | 타워 레코드 삿포로 피보점                               | 출연：세리자와, 와카이, 쿠보타 토크＋특전회 (2샷 체키회＋사물 사인회＋그룹 악수회)                         |
| 5월 26일 | i☆Ris 4th Live Tour 2018 ~WONDERFUL PALETTE~ 【홋카이도 공연】     | Zepp Sapporo                                            | |
| 6월 10일 | i☆Ris 4th Live Tour 2018 ~WONDERFUL PALETTE~ 【도쿄 공연】         | 나카노 선플라자                                         | 주야 2부제                                                                                                 |
| 6월 16일 | i☆Ris 4th Live Tour 2018 ~WONDERFUL PALETTE~ 【아이치 공연】       | 일본 특수도업 시민회관 빌리지 홀                        | 주야 2부제                                                                                                 |
| 11월 7일 | i☆Ris 6th Anniversary Live ~Lock on♡ 무리라고는 말하게 하지 않아!~ | TOKYO DOME CITY HALL                                    | |

| 공연일    | 공연명                                             | 회장                                                  | 비고 |
| --------- | -------------------------------------------------- | ----------------------------------------------------- | --- |
| 1월 20일  | 17th 싱글 「Endless Notes」 발매 이벤트            | 애니메이트 오사카 니혼바시 animate o.n.square HALL 3F | 출연：야마키타, 아카네야, 와카이, 시부야 토크＋특전회 (2샷 체키회＋2샷 샤메회＋개별 악수회)                          |
| 1월 26일  | 17th 싱글 「Endless Notes」 발매 이벤트            | 오다이바 비너스 포트 2층 교회 광장                    | 미니라이브＋특전회 (그룹 체키회＋2샷 체키회＋2샷 샤메회＋개별 악수회)                                                |
| 2월 3일   | 17th 싱글 「Endless Notes」 발매 이벤트            | 애니메이트 오사카 니혼바시 animate o.n.square HALL 3F | 미니라이브＋특전회 (그룹 체키회＋2샷 체키회＋2샷 샤메회＋개별 악수회)                                                |
| 2월 16일  | 17th 싱글 「Endless Notes」 발매 이벤트            | 오다이바 비너스 포트 2층 교회 광장                    | 미니라이브＋특전회 (그룹 체키회＋2샷 체키회＋2샷 샤메회＋개별 악수회)                                                |
| 2월 17일  | 17th 싱글 「Endless Notes」 발매 이벤트            | 타워 레코드 시부야점 B1F 「CUTUP STUDIO」             | 미니라이브＋특전회 (그룹 체키회＋2샷 체키회＋2샷 샤메회＋개별 악수회)                                                |
| 4월 13일  | i☆Ris 5th Live Tour 2019 ~FEVER~ 【사이타마 공연】 | 미사토시 문화회관                                     | 주야 2부제 |
| 4월 20일  | 18th 싱글 「얼티밋☆MAGIC」 발매 이벤트             | 타워 레코드 후쿠오카 파르코점 이벤트 스페이스         | 출연：【1부】세리자와, 야마키타, 아카네야 【2부】쿠보타, 시부야, 와카이 특전회 (2샷 체키회＋2샷 샤메회＋개별 악수회) |
| 4월 21일  | i☆Ris 5th Live Tour 2019 ~FEVER~ 【후쿠오카 공연】 | Zepp Fukuoka                                          | 주야 2부제 |
| 4월 27일  | 18th 싱글 「얼티밋☆MAGIC」 발매 이벤트             | 아마가사키 큐즈몰 2F 녹유 광장                        | 미니라이브＋특전회 (그룹 체키회＋2샷 체키회＋2샷 샤메회＋개별 악수회)                                                |
| 5월 3일   | 18th 싱글 「얼티밋☆MAGIC」 발매 이벤트             | 타워 레코드 센다이 파르코점 이벤트 스페이스           | 출연：【1부】세리자와, 야마키타, 아카네야 【2부】쿠보타, 시부야, 와카이 특전회 (2샷 체키회＋2샷 샤메회＋개별 악수회) |
| 5월 4일   | i☆Ris 5th Live Tour 2019 ~FEVER~ 【미야기 공연】   | 히타치 시스템즈 홀 센다이 시어터 홀                   | 주야 2부제 |
| 5월 6일   | i☆Ris 5th Live Tour 2019 ~FEVER~ 【오사카 공연】   | Zepp Namba                                            | 주야 2부제 |
| 5월 11일  | i☆Ris 5th Live Tour 2019 ~FEVER~ 【아이치 공연】   | 일본 특수도업 시민회관 빌리지 홀                      | 주야 2부제 |
| 5월 18일  | 18th 싱글 「얼티밋☆MAGIC」 발매 이벤트             | 타워 레코드 삿포로 피보점 이벤트 스페이스             | 출연：【1부】세리자와, 야마키타, 아카네야 【2부】쿠보타, 시부야, 와카이 특전회 (2샷 체키회＋2샷 샤메회＋개별 악수회) |
| 5월 19일  | i☆Ris 5th Live Tour 2019 ~FEVER~ 【홋카이도 공연】 | Zepp Sapporo                                          | 주야 2부제 |
| 5월 25일  | i☆Ris 5th Live Tour 2019 ~FEVER~ 【카나가와 공연】 | 관내 홀 대홀                                          | 주야 2부제 |
| 6월 1일   | i☆Ris 5th Live Tour 2019 ~FEVER~ 【도쿄 공연】     | 나카노 선플라자                                       | 주야 2부제 |
| 6월 8일   | 18th 싱글 「얼티밋☆MAGIC」 발매 이벤트             | 오다이바 비너스 포트 2층 교회 광장                    | 미니라이브＋특전회 (그룹 샤메회＋2샷 체키회＋2샷 샤메회＋개별 악수회)                                                |
| 7월 27일  | i☆Ris LIVE in Taipei 2019                          | HANASPACE                                             | |
| 8월 24일  | 19th 싱글 「FANTASTIC ILLUSION」 발매 이벤트       | 게이머즈 난바점                                       | 출연：【1부】아카네야, 쿠보타, 시부야 【2부】세리자와, 야마키타, 와카이 특전회 (2샷 샤메회＋개별 악수회)             |
| 8월 25일  | 19th 싱글 「FANTASTIC ILLUSION」 발매 이벤트       | 이온몰 기소가와 1F 노스 코트                          | 미니라이브＋특전회 (그룹 하이터치회＋그룹샷 샤메회＋2샷 샤메회＋개별 악수회)                                         |
| 9월 8일   | 19th 싱글 「FANTASTIC ILLUSION」 발매 이벤트       | 오다이바 비너스 포트 2층 교회 광장                    | 미니라이브＋특전회 (그룹 하이터치회＋그룹샷 샤메회＋2샷 샤메회＋개별 악수회)                                         |
| 11월 24일 | i☆Ris 7th Anniversary Live ~칠복만래~              | 퍼시피코 요코하마 국립대홀                            | |

| 공연일   | 공연명                                     | 회장                     | 비고                                                   |
| -------- | ------------------------------------------ | ------------------------ | ------------------------------------------------------ |
| 2월 9일  | 4th 앨범 「Shall we☆Carnival」 발매 이벤트 | 미쿠니가오카 FUZZ        | 미니라이브＋특전회 (샤메회 (그룹샷・2샷), 개별 악수회) |
| 11월 7일 | i☆Ris 8th Anniversary Live ~88888888~      | 카와구치호 스텔라 시어터 | 무관중・온라인 전달만                                  |

| 공연일    | 공연명                                                  | 회장                             | 비고 |
| --------- | ------------------------------------------------------- | -------------------------------- | --- |
| 1월 17일  | i☆Ris Special Online Live 2021                          | 닛신식품 POWER STATION [REBOOT]  | 무관중・온라인 전달만                                                                                                   |
| 3월 28일  | i☆Ris LIVE 2021 ~storiez~                               | 퍼시피코 요코하마 국립대홀       | 6인 체제 라스트 라이브                                                                                                  |
| 4월 17일  | i☆Ris 6th Live Tour 2021 ~Carnival~ 【도쿄 공연】       | 도쿄 국제 포럼 홀C               | 주야 2부제 |
| 5월 1일   | i☆Ris 6th Live Tour 2021 ~Carnival~ 【아이치 공연】     | 일본 특수도업 시민회관 빌리지 홀 | 주야 2부제 |
| 5월 3일   | i☆Ris 6th Live Tour 2021 ~Carnival~ 【후쿠오카 공연】   | Zepp Fukuoka                     | 주야 2부제 |
| 6월 20일  | i☆Ris 6th Live Tour 2021 ~Carnival~ 【미야기 공연】     | 센다이 PIT                       | 주야 2부제 |
| 6월 26일  | i☆Ris 6th Live Tour 2021 ~Carnival~ 【홋카이도 공연】   | Zepp Sapporo                     | 주야 2부제 |
| 7월 11일  | i☆Ris 6th Live Tour 2021 ~Carnival~ 【도쿄 공연】       | 나카노 선플라자                  | 주야 2부제 |
| 7월 18일  | i☆Ris 6th Live Tour 2021 ~Carnival~ 【카나가와 공연】   | KT Zepp Yokohama                 | 주야 2부제 |
| 8월 1일   | i☆Ris 6th Live Tour 2021 ~Carnival~ 【오사카 공연】     | Zepp Namba                       | 주야 2부제 |
| 11월 7일  | i☆Ris 9th Anniversary Live ~Queen's Message~            | 마쿠하리 멧세 이벤트 홀          | |
| 12월 18일 | 21st 싱글 「12월의 Snowry/하트비트 급상승」 발매 이벤트 | 와임 대회의실 신주쿠니시구치     | 출연：【1부】야마키타, 아카네야, 와카이 【2부】세리자와, 쿠보타 특전회 (2샷 체키회＋개별 CD 자켓 사인회＋개별 이야기회) |

| 공연일    | 공연명                                                    | 회장                                               | 비고 |
| --------- | --------------------------------------------------------- | -------------------------------------------------- | --- |
| 1월 15일  | 21st 싱글 「12월의 Snowry/하트비트 급상승」 발매 이벤트   | 게이머즈 난바점                                    | 출연：【1부】야마키타, 아카네야, 와카이 【2부】세리자와, 쿠보타 특전회 (2샷 체키회＋개별 CD 자켓 사인회＋개별 이야기회) |
| 5월 7일   | i☆Ris 7th Live Tour 2022 ~Traveling~ 【아이치 공연】      | 일본 특수도업 시민회관 빌리지 홀                   | 주야 2부제 |
| 5월 21일  | i☆Ris 7th Live Tour 2022 ~Traveling~ 【홋카이도 공연】    | Zepp Sapporo                                       | 주야 2부제 |
| 5월 28일  | i☆Ris 7th Live Tour 2022 ~Traveling~ 【오사카 공연】      | Zepp Namba                                         | 주야 2부제 |
| 6월 5일   | i☆Ris 7th Live Tour 2022 ~Traveling~ 【도쿄 공연】        | 나카노 선플라자                                    | 주야 2부제 |
| 6월 11일  | i☆Ris 7th Live Tour 2022 ~Traveling~ 【카나가와 공연】    | 관내 홀 대홀                                       | 주야 2부제 |
| 6월 18일  | i☆Ris 7th Live Tour 2022 ~Traveling~ 【후쿠오카 공연】    | Zepp Fukuoka                                       | 주야 2부제 |
| 7월 2일   | i☆Ris 7th Live Tour 2022 ~Traveling~ 【미야기 공연】      | 센다이 PIT                                         | 주야 2부제 |
| 7월 7일   | i☆Ris 7th Live Tour 2022 ~Traveling~ 【사이타마 공연】    | 미사토시 문화회관 대홀                             | 주야 2부제 |
| 8월 6일   | 22nd 싱글 「Queens Bluff」 발매 이벤트                    | 아키바 CO 갤러리                                   | 출연：【1부】세리자와, 쿠보타 【2부】야마키타, 아카네야, 와카이 특전회 (2샷 체키회＋개별 CD 자켓 사인회＋개별 이야기회) |
| 8월 7일   | 22nd 싱글 「Queens Bluff」 발매 이벤트                    | 오사카 시립 청소년 센터 KOKOPLAZA 익스프레스・코코 | 출연：【1부】세리자와, 쿠보타 【2부】야마키타, 아카네야, 와카이 특전회 (2샷 체키회＋개별 CD 자켓 사인회＋개별 이야기회) |
| 11월 7일  | i☆Ris 10th Anniversary Live ~a Live~                      | 도쿄 국제 포럼 홀A                                 | |
| 11월 26일 | 「10th Anniversary Best Album ~Best i☆Rist~」 발매 이벤트 | 아키하바라 엔타스                                  | 출연：【1부】세리자와, 쿠보타 【2부】야마키타, 아카네야, 와카이 특전회 (2샷 체키회＋개별 CD 자켓 사인회＋개별 이야기회) |
| 11월 27일 | 「10th Anniversary Best Album ~Best i☆Rist~」 발매 이벤트 | 게이머즈 난바점 점내 이벤트 스페이스               | 출연：【1부】세리자와, 쿠보타 【2부】야마키타, 아카네야, 와카이 특전회 (2샷 체키회＋개별 CD 자켓 사인회＋개별 이야기회) |

| 공연일   | 공연명                                                         | 회장                                                | 비고 |
| -------- | -------------------------------------------------------------- | --------------------------------------------------- | --- |
| 3월 4일  | 「10th Anniversary Best Album ~Best i☆Rist~」 추가 발매 이벤트 | 선샤인시티 분수 광장                                | 미니라이브＋특전회 (2샷 체키회, 개별 사인회, 개별 이야기회)                                                          |
| 4월 22일 | i☆Ris 8th Live Tour 2023 ~이영차!!!!!~ 【사이타마 공연】       | 미사토시 문화회관 대홀                              | |
| 4월 29일 | i☆Ris 8th Live Tour 2023 ~이영차!!!!!~ 【아이치 공연】         | 일본 특수도업 시민회관 빌리지 홀                    | |
| 5월 21일 | i☆Ris 8th Live Tour 2023 ~이영차!!!!!~ 【홋카이도 공연】       | Zepp Sapporo                                        | |
| 5월 27일 | i☆Ris 8th Live Tour 2023 ~이영차!!!!!~ 【오사카 공연】         | Zepp Namba                                          | |
| 6월 10일 | i☆Ris 8th Live Tour 2023 ~이영차!!!!!~ 【카나가와 공연】       | 관내 홀 대홀                                        | |
| 6월 18일 | i☆Ris 8th Live Tour 2023 ~이영차!!!!!~ 【후쿠오카 공연】       | Zepp Fukuoka                                        | |
| 6월 24일 | i☆Ris 8th Live Tour 2023 ~이영차!!!!!~ 【도쿄 공연】           | TOKYO DOME CITY HALL                                | 주야 2부제 |
| 7월 17일 | i☆Ris 8th Live Tour 2023 ~이영차!!!!!~ 【미야기 공연】         | 센다이 PIT                                          | |
| 7월 30일 | 23rd 싱글 「Let you know!/장하다! 야단법석」 발매 이벤트       | 올바스 빌딩 나고야 3층                              | 출연：세리자와, 쿠보타 특전회 (2샷 체키회, 개별 체키 사인회, 개별 이야기회)                                          |
| 8월 6일  | 23rd 싱글 「Let you know!/장하다! 야단법석」 발매 이벤트       | AP 이치가야 8층 ROOM A                              | 출연：【1부】세리자와, 쿠보타 【2부】야마키타, 아카네야, 와카이 특전회 (2샷 체키회, 개별 체키 사인회, 개별 이야기회) |
| 8월 13일 | 23rd 싱글 「Let you know!/장하다! 야단법석」 발매 이벤트       | 오사카 시립 청소년 센터 KOKO PLAZA 익스프레스・코코 | 출연：세리자와, 쿠보타 특전회 (2샷 체키회, 개별 체키 사인회, 개별 이야기회)                                          |
| 9월 2일  | 23rd 싱글 「Let you know!/장하다! 야단법석」 발매 이벤트       | JEC 일본 연수 센터 신사이바시 2층 컨베이션룸        | 출연：야마키타, 아카네야, 와카이 특전회 (2샷 체키회, 개별 체키 사인회, 개별 이야기회)                                |
| 9월 3일  | 23rd 싱글 「Let you know!/장하다! 야단법석」 발매 이벤트       | 올바스 빌딩 나고야 3층                              | 출연：야마키타, 아카네야, 와카이 특전회 (2샷 체키회, 개별 체키 사인회, 개별 이야기회)                                |

| 공연일   | 공연명                                              | 회장                     | 비고 |
| -------- | --------------------------------------------------- | ------------------------ | ---- |
| 11월 4일 | i☆Ris 12th Anniversary Live ‐첫☆아레나MM(진짜봐줘)‐ | 카나가와・피아 아레나 MM |      |

### 그 외
| 공연일    | 공연명                                                                                                | 회장                                      | 비고 |
| --------- | --- | ----------------------------------------- | ---- |
| 9월 29일  | 메~테레 가을 축제 2012 「 『배틀 스피리츠 소드 아이즈』 스페셜 스테이지」                             | 히사야오도리 공원 엔젤 광장 특설 스테이지 |      |
| 9월 30일  | 메~테레 가을 축제 2012 「 『배틀 스피리츠 소드 아이즈』 스페셜 스테이지」                             | 히사야오도리 공원 엔젤 광장 특설 스테이지 |      |
| 10월 13일 | 「i☆Ris를 다같이 응원하자! & 청SUHN학원 3000장 매진시킨다! 리루・쿠밍 신작 CD 발매 기념」 합동 이벤트 | 아키바☆소프맵 1호점 8F                    |      |
| 11월 25일 | i☆Ris＋TNYGINA＋MYM Melody 신작 CD 발매 합동 이벤트                                                   | 아키바☆소프맵 1호점 8F                    |      |
| 12월 9일  | Dorothy Little Happy 「바람아 어서」 발매 이벤트 in 아키바☆소프맵・스페셜 2일차 제2회                 | 아키바☆소프맵 1호점 8F                    |      |
| 12월 22일 | 점프페스타 2013 에이벡스 부스 「avexLIVE」                                                            | 마쿠하리 멧세                             |      |
| 12월 23일 | 점프페스타 2013 에이벡스 부스 「avexLIVE」                                                            | 마쿠하리 멧세                             |      |
| 12월 24일 | 「크리스마스 합동 신작 발매 이벤트」 ~모두 산타다!~                                                   | 아키바☆소프맵 1호점 8F                    |      |

| 공연일    | 공연명 | 회장                                                              | 비고                        |
| --------- | --- | ----------------------------------------------------------------- | --------------------------- |
| 1월 12일  | 아키바 너무 좋아! 축제                                                                                        | 베르사르 아키하바라                                               | 휴연：아카네야              |
| 1월 27일  | 카토＊후쿠 1st LIVE 야(^-^)/ 낮공연                                                                           | 하라주쿠 아스트로 홀                                              |                             |
| 2월 16일  | FPR Girls Live Vol.3                                                                                          | TV 아사히 본사 1층 다목적 스페이스 umu                            | 휴연：아카네야              |
| 2월 16일  | FPR Girls Live Vol.4                                                                                          | TV 아사히 본사 1층 다목적 스페이스 umu                            | 휴연：아카네야              |
| 2월 27일  | success Vol.2                                                                                                 | Shibuya O-EAST                                                    | 휴연：아카네야              |
| 3월 2일   | the GIRLS' FESTIVAL eve                                                                                       | 난바Hatch                                                         | 휴연：아카네야              |
| 3월 8일   | 오모산에서 애니송!!                                                                                           | 오모테산도GROUND                                                  | 휴연：아카네야              |
| 3월 10일  | 아이파라 IDOL Party #5 Supported by JOYSOUND                                                                  | TOKYO FM HALL                                                     | 휴연：아카네야              |
| 3월 24일  | 도쿄 국제 애니메이션 페어 「NOTTV presents 애니송 SP 라이브 ~왕도~」                                          | 도쿄 빅 사이트                                                    |                             |
| 3월 30일  | ANIME CONTENTS EXPO 2013 TV 애니메이션 「무시부교」 방송 직전 이벤트                                          | 마쿠하리 멧세                                                     | 휴연：아카네야              |
| 3월 31일  | ［앳!］×퀸스 이스트 presents 라디오닛폰 「사이토 유키노의 이치방센!」 공개 녹화                               | 퀸스 스퀘어 요코하마 1층 퀸스 서클                                |                             |
| 4월 6일   | i☆Ris & 청SHUN 「신작 CD 발매 이벤트 합동이다! ~봄방학 최후의 성전!~」                                        | 아키바☆소프맵 1호점 8F                                            |                             |
| 4월 20일  | 『아이코레NEXT』 Presents ~봄이다! 꽃구경이다! 영차영차!! 융통무애!! 아이돌 승화변~ 아이코레 봄의 진 2013     | 시부야WOMB                                                        |                             |
| 4월 27일  | 니코니코 초회의2 에이벡스 부스                                                                                | 마쿠하리 멧세                                                     |                             |
| 5월 3일   | i☆Ris 프레젠츠 골든위크 아이돌 라이브 in 다이버시티 페스티벌 광장                                             | 다이버시티 도쿄 플라자 2F 페스티벌 광장                           |                             |
| 5월 5일   | 라디오 일본 「J-POP1422 스페셜!」 공개 녹화                                                                   | 도쿄 타워 정면 현관 앞 특설 스테이지                              |                             |
| 5월 24일  | 제1회 반도루♪축제 아이돌 페스 IN 아카사카 BLITZ                                                               | 아카사카 BLITZ                                                    |                             |
| 5월 26일  | 우타무스메 슈퍼라이브 2013＜제2부＞                                                                           | STUDIO COAST                                                      |                             |
| 6월 9일   | SAKAE 코스프레 페스티벌                                                                                       | 선샤인 사카에 B1F 그랜드 캐니언 광장                              |                             |
| 6월 22일  | 우타무스메 정기라이브 0622 제2부                                                                              | 아카사카 GENKI 극장                                               |                             |
| 6월 23일  | @JAM 2013 “Next Stage LIVE” powerd by Top Yell                                                                | 다이버시티 도쿄 플라자 페스티벌 광장                              |                             |
| 6월 30일  | 차세대 월드 취미 박람회’13 Summer 「무시부교」 스페셜 스테이지                                                | 마쿠하리 멧세                                                     |                             |
| 7월 5일   | 우타무스메 프리미엄 라이브 vol.1                                                                              | 시부야clubasia                                                    |                             |
| 7월 6일   | Tokyo-Girls Link Vol.4                                                                                        | 하츠다이Doors                                                     |                             |
| 7월 14일  | 「시부야DESEO 아이돌, 축제 vol7.5」 ~We are the DD!~ 편                                                       | 아사쿠사 코시다카 시어터                                          |                             |
| 7월 14일  | 코시다카의 꽃길을 제패하라!! 「시부야DESEO 아이돌 축제 vol.8」 ~여름의 축제곡 스페셜!! 기라성☆슈퍼라이브~ 편  | 아사쿠사 코시다카 시어터                                          |                             |
| 7월 15일  | 우타무스메 정기라이브 0715 제2부                                                                              | 아카사카 GENKI 극장                                               |                             |
| 7월 20일  | 우타무스메 정기라이브 0720 제2부                                                                              | 파세라 리조트 그란데 SHIBUYA B2F                                  |                             |
| 7월 27일  | 여름방학 SP! 인스토어 이벤트 대집합!                                                                          | 아키바☆소프맵 1호점 8F                                            |                             |
| 7월 28일  | 아키바 너무 좋아! 축제 2013 Summer                                                                            | 베르사르 아키하바라                                               |                             |
| 7월 28일  | 아키바 너무 좋아 축제!! 아이돌 너무 좋아 모두 모여라! 제2부                                                   | 아키바☆소프맵 1호점 8F                                            |                             |
| 8월 7일   | a-nation island powered by 위더 in 젤리                                                                       | 국립 요요기 경기장 부지 내 island 스테이지                        |                             |
| 8월 10일  | a-nation island powered by 위더 in 젤리 「IDOL NATION 2013」                                                  | 국립 요요기 경기장 제1체육관                                      |                             |
| 8월 14일  | Pimm's × i☆Ris 델리셔스 라이브 IN 여름 사카스 2013                                                            | TBS 여름 사카스 2013 특설 스테이지                                |                             |
| 8월 25일  | Animelo Summer Live 2013 -FLAG NINE-                                                                          | 사이타마 슈퍼 아레나                                              |                             |
| 9월 7일   | 개와 가위는 쓰기 나름 presents 애니송 스테이지 in 쿄마후 아키즈키 마키시(세리자와 유우) & i☆Ris 스페셜 라이브 | 교토시 권업관                                                     |                             |
| 9월 14일  | 애니콘! 라이브!!                                                                                              | 시부야WWW                                                         | 2회 공연                    |
| 10월 6일  | 사도기선 창립 100주년 이벤트 「애니메섬 프로젝트」                                                            | 사도시 료쓰문화회관                                               |                             |
| 10월 19일 | 우타무스메 프리미엄 라이브 vol.4 1부                                                                          | 신주쿠BLAZE                                                       |                             |
| 10월 19일 | 우타무스메 프리미엄 라이브 vol.4 2부                                                                          | 신주쿠BLAZE                                                       |                             |
| 10월 20일 | 아니타마 축제 아니타마 스테이지                                                                               | 오오미야 소닉시티 이벤트 광장                                     | 악천후로 인해 라이브는 중지 |
| 10월 20일 | 아니타마 축제 Presents 사이타마 애니메이션 토크 & 라이브                                                      | 오오미야 소닉시티 대홀                                            |                             |
| 11월 3일  | 일본공학원전문학교 제48회 카마타축제                                                                          | 일본공학원전문학교 카마타캠퍼스 3호관 센트럴 플라자 가든 스테이지 |                             |
| 11월 3일  | 우타무스메 슈퍼라이브 2013＜제2부＞                                                                           | STUDIO COAST                                                      |                             |
| 11월 6일  | 「메탈 맥스4」 발매 전야제 이벤트                                                                             | 문화방송 미디어 플러스 홀                                         |                             |
| 11월 17일 | TV 애니메이션 「무시부교」 ~상주연진~                                                                         | NEW PIER HALL                                                     | 2회 공연                    |
| 11월 23일 | ANIMAX MUSIX 2013 supported by 스카파!                                                                        | 요코하마 아레나                                                   |                             |
| 12월 7일  | the Girls' Festival eve vol.3                                                                                 | 난바Hatch                                                         |                             |
| 12월 15일 | i☆Ris×에이오피 투맨 라이브@우타무스메                                                                         | AKIBA 컬쳐즈 극장                                                 |                             |
| 12월 21일 | 점프페스타 2014 에이벡스 부스 「avexLIVE」                                                                    | 마쿠하리 멧세                                                     | 2회 공연                    |
| 12월 21일 | 프리티 리듬☆크리스마스 Night ~프리즘☆팬미팅~                                                                  | NEW PIER HALL                                                     |                             |
| 12월 22일 | 점프페스타 2014 에이벡스 부스 「avexLIVE」                                                                    | 마쿠하리 멧세                                                     |                             |
| 12월 22일 | 프리티 리듬☆크리스마스 ~레인보우 스테이지~                                                                    | NEW PIER HALL                                                     |                             |
| 12월 22일 | 프리티 리듬☆크리스마스 Night ~프리즘☆팬파티~                                                                  | NEW PIER HALL                                                     |                             |
| 12월 23일 | 우타무스메 크리스마스 라이브 2013                                                                             | 라포레 뮤지엄 롯본기                                              |                             |
| 12월 25일 | Fm yokohama주최 거룩한 밤의 선물 2013 in 아카렌가 ~아이돌 산타의 선물~                                        | 요코하마 아카렌가 창고 1호관 3F 홀                                |                             |

| 공연일    | 공연명 | 회장 | 비고 |
| --------- | --- | --- | --- |
| 1월 5일   | Tokyo Idol Gate 2014 | 베르사르 아키하바라 | 3회 공연 |
| 2월 11일  | 발렌타인 특별기획 「우타무스메☆프리미엄 배틀」                                                                               | 라포레 뮤지엄 롯본기 | 2회 공연 |
| 2월 23일  | 우타무스메 슈퍼라이브 2014 겨울                                                                                              | STUDIO COAST | 2회 공연 |
| 3월 2일   | 우타무스메 프리미엄 라이브 in osaka                                                                                          | 키시와다 시립 나미키리 홀 대홀 | 2회 공연 |
| 3월 7일   | 애니토크! 히나마츠리!! | TOKYO DOME CITY HALL | |
| 3월 9일   | @JAM NEXT vol.5 ~봄은 바로 저기! 스프링 카니발!!~                                                                            | AKIBA 컬쳐즈 극장 | 2회 공연 |
| 4월 5일   | Tokyo Idol Gate 2014 Vol.02 ＜제1부＞                                                                                        | 디파 아리아케 | 사복 패션쇼도 열렸다                                                                                          |
| 4월 26일  | 니코니코 초회의3 에이벡스 부스                                                                                               | 마쿠하리 멧세 | |
| 6월 14일  | 도쿄 장난감 쇼 2014 프리파라 애니메이션 오프닝곡 발표 스테이지 by i☆Ris                                                      | 도쿄 빅 사이트 서2홀 타카라토미 아트 스테이지                                                                                      | |
| 6월 15일  | 도쿄 장난감 쇼 2014 스테이지 쇼 프리티 리듬 & 프리파라 스페셜 스테이지                                                       | 도쿄 빅 사이트 서전시동 1층 아트리움 내 특설 스테이지                                                                              | |
| 6월 15일  | 도쿄 장난감 쇼 2014 프리파라 애니메이션 오프닝곡 발표 스테이지 by i☆Ris                                                      | 도쿄 빅 사이트 서2홀 타카라토미 아트 스테이지                                                                                      | |
| 6월 15일  | 도쿄 장난감 쇼 2014 스테이지 쇼 출동! 로보카폴리                                                                             | 도쿄 빅 사이트 서전시동 1층 아트리움 내 특설 스테이지                                                                              | 야마키타, 와카이, 쿠보타, 시부야가 폴리즈☆로서 출연                                                           |
| 7월 5일   | 세나가섬 걸스・팝・페스티벌 2014                                                                                             | 오키나와현 도미구스쿠시 세나가섬                                                                                                   | 아카네야는 「나카자와 유코・야스다 케이 모닝구무스메 OG」 스테이지에도 출연                                   |
| 7월 6일   | 세나가섬 걸스・팝・페스티벌 2014                                                                                             | 오키나와현 도미구스쿠시 세나가섬                                                                                                   | |
| 8월 3일   | TOKYO IDOL FESTIVAL 2014 | 라이브：후지 TV 완간스튜디오 M2스튜디오 「DOLL FACTORY」 후지 TV 완간스튜디오 「SKY STAGE」 악수회：센터프롬나드 「GREETING AREA」 | |
| 8월 9일   | 챠오 서머 페스티벌 2014 프리파라 스페셜 스테이지 Prizmmy☆ & i☆Ris                                                            | 퍼시피코 요코하마 전시홀 1층 홀D 챠오 서머 페스티벌 2014 도쿄회장 이벤트 스테이지                                                  | |
| 8월 16일  | a-nation island powered by in 젤리 「애니☆파라 ~anime paradise~」                                                            | 국립 요요기 경기장 제2체육관 | |
| 8월 17일  | 오카하타농원×프리파라 환상의 매실 레드 플래시 시리즈 2014년 프로 야구 공식전 오릭스 버펄로스 vs 후쿠오카 소프트뱅크 호크스전 | 쿄세라 돔 오사카 | 「Make it!」 피로：아카네야, 쿠보타, 야마키타, 시부야, 와카이 국가 독창, 시구식：아카네야 ※휴연：세리자와     |
| 8월 19일  | a-nation island powered by in 젤리 resort stage i☆Ris LIVE                                                                   | 국립 요요기 경기장 부지 내 resort stage                                                                                            | |
| 8월 31일  | @JAM EXPO 2014 | 요코하마 아레나 | 블루베리 스테이지 피치 스테이지 악수회                                                                        |
| 9월 20일  | 교토 국제 만화・애니메이션 페어 (쿄마후) 2014 avex pictures LIVE                                                             | 교토시 권업관 (미야코 멧세) | 오픈 스테이지                                                                                                 |
| 9월 21일  | 교토 국제 만화・애니메이션 페어 (쿄마후) 2014 avex pictures LIVE                                                             | 교토시 권업관 (미야코 멧세) | 추첨제 스테이지                                                                                               |
| 9월 21일  | 교토 국제 만화・애니메이션 페어 (쿄마후) 2014 avex pictures LIVE                                                             | 교토시 권업관 (미야코 멧세) | 오픈 스테이지                                                                                                 |
| 9월 21일  | 헤이안 신궁 봉납 LIVE 2014 고금일당! NIPPON NIGHT                                                                            | 헤이안 신궁 대극전 야외 특설 회장                                                                                                  | |
| 9월 27일  | 츠기애니! 2014 가을 | 닛쇼 홀 | |
| 10월 18일 | 프리파라 Presents 드림 걸스 오디션 결승 대회 게스트 라이브                                                                   | 이온몰 마쿠하리신토신 그랜드몰 1F 그랜드 스퀘어                                                                                    | 【성우부문】・【아이돌부문】의 각각의 이벤트에 출연. 라이브, 하이터치회                                       |
| 10월 26일 | 이와키 메이세이 대학 학원제 IMU FESTIVAL 2014 『애니송・슈퍼전대 패밀리 콘서트』                                             | 이와키 메이세이 대학 코다마 기념강당                                                                                               | |
| 12월 10일 | 미미메메MIMI “시청각 아카데미”                                                                                               | 하라주쿠 아스트로 홀 | |
| 12월 13일 | 프리파라 페스타 in 크리스마스                                                                                                | 마쿠하리 멧세 국제 전시홀4 | 회장 내 라이브 퍼포먼스에서의 출연                                                                            |
| 12월 13일 | 프리파라 & 프리티 리듬 크리스마스☆파티                                                                                       | 마쿠하리 멧세 국제 전시홀5 | 각 멤버가 각각 TV 애니메이션 『프리파라』 메인 캐스트 성우로서 출연, i☆Ris는 OP 주제가 담당 아티스트로서 출연 |
| 12월 14일 | 애니메 JAM 2014 | 마쿠하리 멧세 국제 전시홀5 | 각 멤버가 각각 TV 애니메이션 『프리파라』 메인 캐스트 성우로서 출연, i☆Ris는 OP 주제가 담당 아티스트로서 출연 |
| 12월 10일 | 애니우타 Xmas Live 2014 | 라포레 뮤지엄 롯본기 | |

| 공연일    | 공연명 | 회장                                                                                            | 비고 |
| --------- | --- | ----------------------------------------------------------------------------------------------- | --- |
| 2월 8일   | Wonder Festival 2015 Winter WONDERFUL HOBBY LIFE FOR YOU!! 21 「출장판 프리파라 스테이지 모~두 모여라! 원페스☆투어즈」                                | 마쿠하리 멧세 국제 전시장홀1                                                                    | 각 멤버가 각각 TV 애니메이션 『프리파라』 메인 캐스트 성우로서 출연, i☆Ris는 OP 주제가 담당 아티스트로서 출연 |
| 2월 28일  | ANIMAX MUSIX 2015 OSAKA | 오릭스 극장                                                                                     | |
| 3월 29일  | 선데이 페스 2015 프리미엄 스테이지 낮부 | 퍼시피코 요코하마 국립대 홀                                                                     | 「무시부교」 의 미니라이브에 출연                                                                             |
| 4월 15일  | 월간 뉴타입 30주년 기념 스페셜 이벤트 at 알타 스튜디오 「30주년 이벤트 오프닝 특방 & i☆Ris 스페셜 오프닝 라이브!」                                    | 스튜디오 알타                                                                                   | |
| 4월 26일  | 니코니코 초회의 2015 작세스 헤븐 부스 아이돌과 배운다 “초” 학원수업① i☆Ris 주제가 LIVE & “초” 가위바위보 대회!                                        | 마쿠하리 멧세 국제 전시장홀3                                                                    | |
| 5월 31일  | @JAM 2015 Day2 | Zepp DiverCity (TOKYO)                                                                          | |
| 7월 11일  | MBS 타이반!! LIVE ~애니송편~ | 우메다 클럽 콰트로                                                                              | |
| 7월 19일  | 오다이바 꿈의 대륙 ~드림 메가 여름축제~ 「커닝의 DAI 안길일!」 공개 생방송                                                                            | 오마츠리랜드 내 스페셜 이벤트 회장 「SUMMER GATE 스타디움 ~네가 오면, 다이바의 여름이 바뀐다~」 | |
| 8월 1일   | TOKYO IDOL FESTIVAL 2015 | 후지 TV 완간스튜디오 M2스튜디오 「DOLL FACTORY」 Zepp DiverCity 「HEAT GARAGE」                 | |
| 8월 2일   | 나고야 애니송 페스 2015 & 세계 코스프레 서밋 애프터 파티                                                                                              | 아이치현 예술 극장 대홀                                                                         | |
| 8월 3일   | 「a-nation island IDOL NATION × TOKYO IDOL FESTIVAL ~KOO MEETS IDOL KOO배 대집합!~」 ~DJ KOO produced by DJ 아이돌 나이트 TOKYO IDOL FESTIVAL 후야제~ | 국립 요요기 경기장 제2체육관                                                                    | |
| 8월 29일  | Animelo Summer Live 2015 -THE GATE- | 사이타마 슈퍼 아레나                                                                            | |
| 9월 19일  | 교토 국제 만화・애니메이션 페어 2015 i☆Ris LIVE STAGE                                                                                                 | 교토시 권업관 (미야코 멧세)                                                                     | 추첨제 스테이지                                                                                               |
| 9월 19일  | 교토 국제 만화・애니메이션 페어 2015 i☆Ris LIVE STAGE                                                                                                 | 교토시 권업관 (미야코 멧세)                                                                     | 오픈 스테이지                                                                                                 |
| 9월 20일  | 애니☆파라 ~anime paradise~ 2015 in 나고야 | 일본 특수도업 시민회관 빌리지 홀                                                                | 주야 2회 공연                                                                                                 |
| 10월 10일 | 미야테레 45th 『만약에 나! MUSIC SQUARE』 | Rensa                                                                                           | |
| 10월 11일 | 애니송・헌터 SPECIAL LIVE!! | 시나가와 인터시티 홀                                                                            | 주야 2회 개최                                                                                                 |
| 10월 17일 | animeloLIVE! Presents 애니송 CLUB!-i vol.10 in 오오미야 소닉시티 애니송 러브 학원 오픈 캠퍼스 ~노래하자! 춤추자! 러브는 제2차 성장기~                 | 오오미야 소닉시티 대홀                                                                          | |
| 11월 21일 | ANIMAX MUSIX 2015 YOKOHAMA | 요코하마 아레나                                                                                 | |
| 11월 22일 | 「성우 파라다이스 R Vol.9」 i☆Ris 토크 & 특전 전달회 (게이머즈회)                                                                                     | AKIHABARA 게이머즈 본점 8F                                                                      | |
| 11월 22일 | 「성우 파라다이스 R Vol.9」 i☆Ris 토크 & 특전 전달회 (애니메이트회)                                                                                   | AKIHABARA 게이머즈 본점 8F                                                                      | |

| 공연일   | 공연명                                          | 회장                         | 비고 |
| -------- | ----------------------------------------------- | ---------------------------- | ---- |
| 1월 17일 | LIVE A²2016 -애니파라 음악관×A-POP PLUS-        | 토요스 PIT                   |      |
| 1월 31일 | 뮤~코미+플러스 presents 애니메 홍백가합전 vol.5 | 국립 요요기 경기장 제1체육관 |      |
| 2월 14일 | i☆Ris & Wake Up, Girls! 발렌타인 LIVE!!         | 마이하마 엠퍼시어터          |      |
| 8월 26일 | Animelo Summer Live 2016 시간-TOKI-             | 사이타마 슈퍼 아레나         |      |

| 공연일    | 공연명                                                        | 회장                                             | 비고 |
| --------- | ------------------------------------------------------------- | ------------------------------------------------ | --- |
| 2월 5일   | 뮤~코미+플러스 presents 애니메 홍백가합전 vol.6 요요기 파이널 | 국립 요요기 경기장 제1체육관                     | 멤버 중, 야마키타・시부야・와카이에 더해, 미나세 이노리・타도코로 아즈사와 HISASHI (GLAY의 기타리스트) 에 의한 스페셜 콜라보로 『Lion』 을 가창. |
| 2월 11일  | i☆Ris & Wake Up, Girls! 발렌타인 LIVE!! 2017                  | 나카노 선플라자                                  | |
| 3월 26일  | Anime Japan 2017                                              | 도쿄 빅사이트                                    | |
| 5월 20일  | AKIBA'S FESTIVAL                                              | 카나가와 현민 홀                                 | |
| 8월 5일   | TOKYO IDOL FESTIVAL 2017                                      | HOT SUMMER 스타디움 후지 TV 완간스튜디오 옆 공원 | |
| 8월 26일  | Animelo Summer Live 2017 -THE CARD-                           | 사이타마 슈퍼 아레나                             | 스피어와의 콜라보로 『꼬마 마법사 카니발!!』 을 가창.                                                                                            |
| 12월 24일 | 애니메 JAM 2017                                               | 마이하마 엠퍼시어터                              | [ 80 ] |

| 공연일    | 공연명                                                       | 회장                                  | 비고 |
| --------- | ------------------------------------------------------------ | ------------------------------------- | ---- |
| 2월 12일  | i☆Ris & Wake Up, Girls! 발렌타인 LIVE!! 2018                 | 카르츠 카와사키                       |      |
| 3월 3일   | ANIMAX MUSIX 2018 OSAKA                                      | 오사카성 홀                           |      |
| 5월 13일  | 아뉴타 라이브 2018 아뉴파!!                                  | 마쿠하리 멧세 이벤트 홀               |      |
| 7월 7일   | Anisong World Matsuri in ANIME EXPO 2018 ~Japan Kawaii Live~ | Microsoft Theater                     |      |
| 7월 29일  | 초! 애니미디어 극장 LIVE in TAIWAN 2018                      | 타이페이 국제 회의 중심               |      |
| 8월 3일   | TOKYO IDOL FESTIVAL 2018                                     | Zepp DiverCity 후지 TV 본사옥 1F 광장 |      |
| 8월 26일  | Animelo Summer Live 2018 "OK!"                               | 사이타마 슈퍼 아레나                  |      |
| 12월 23일 | 애니메 JAM 2018                                              | 마이하마 엠퍼시어터                   |      |

| 공연일    | 공연명                                                                         | 회장                     | 비고 |
| --------- | ------------------------------------------------------------------------------ | ------------------------ | ---- |
| 1월 19일  | ANIMAX MUSIX 2019 OSAKA supported by 히카리TV                                  | 오사카성 홀              |      |
| 2월 2일   | i☆Ris & Wake Up, Girls! & Run Girls, Run! 발렌타인 Live 2019                   | 마츠도・모리노 홀21 대홀 |      |
| 8월 17일  | ANIME SPARK!! -애니스파- 삿포로 애니송 나츠마츠리                              | Zepp Sapporo             |      |
| 8월 30일  | Animelo Summer Live 2019 -STORY-                                               | 사이타마 슈퍼 아레나     |      |
| 9월 7일   | 아이도루마츠리 2019 ~아이돌 축제~ 국민적 애니메이션 송 커버 콘테스트 결승 대회 | TOKYO DOME CITY HALL     |      |
| 10월 19일 | 카도카와 게임즈 대감사제 2019                                                  | 일본 교육회관            |      |
| 11월 2일  | Anime Weekend Atlanta 2019                                                     | Cobb Galleria Centre     |      |
| 11월 23일 | ANIMAX MUSIX 2019 YOKOHAMA                                                     | 요코하마 아레나          |      |

| 공연일    | 공연명                       | 회장                                | 비고                  |
| --------- | ---------------------------- | ----------------------------------- | --------------------- |
| 10월 18일 | EJ ANIME MUSIC FESTIVAL 2020 | 토코로자와 사쿠라타운 재팬 파빌리온 | 무관중・온라인 전송만 |

| 공연일   | 공연명                                       | 회장                 | 비고                  |
| -------- | -------------------------------------------- | -------------------- | --------------------- |
| 1월 30일 | ANIMAX MUSIX 2021 ONLINE supported by U-NEXT | 아리아케 아레나      | 무관중・온라인 전송만 |
| 8월 27일 | Animelo Summer Live 2021 -COLORS-            | 사이타마 슈퍼 아레나 |                       |

| 공연일    | 공연명                             | 회장                 | 비고 |
| --------- | ---------------------------------- | -------------------- | ---- |
| 8월 28일  | Animelo Summer Live 2022 -Sparkle- | 사이타마 슈퍼 아레나 |      |
| 11월 19일 | ANIMAX MUSIX 2022 Part1            | 요코하마 아레나      |      |

| 공연일   | 공연명                                                             | 회장            | 비고 |
| -------- | ------------------------------------------------------------------ | --------------- | ---- |
| 9월 17일 | 나가노 아니에라 페스타 2023                                        | 코마바 공원     |      |
| 10월 7일 | 무나카타시 김해시 자매도시 체결 30주년 기념 일한 문화교류 페스티벌 | 무나카타 유릭스 |      |

| 공연일                      | 공연명                               | 회장                        | 비고          |
| --------------------------- | ------------------------------------ | --------------------------- | ------------- |
| 8월 30일                    | Animelo Summer Live 2024 -Stargazer- | 사이타마 슈퍼 아레나        | [ 37 ]        |
| 9월 22일 (도중에 개최 중지) | 나가노 아니에라 페스타 2024          | 나가노현 사쿠시 고마바 공원 | [ 83 ] [ 84 ] |

### 내용주
1. ↑  「애니송・보컬・아이돌 유닛」 이라는 표기는 공식 프로필에 따름[1].
2. ↑  「환상곡WONDERLAND」 만 수록.
3. ↑  「노려라 포켓몬 마스터」~「OK!」~「라이벌!」~「타입:와일드」~「노려라 포켓몬 마스터」.
4. ↑  유닛명은 「마츠모토 리카 with bless4 feat. i☆Ris」.
5. 1 2 3 4 5  코너 MC 담당, 그 외 1명은 게스트 멤버로서 출연.
6. ↑  처음에는 「J-Debit Presents i☆Ris 아워 Vol.3 ~게스트도 등장!! 스페셜~」 로, 스페셜 게스트가 출연 예정이었으나, 돌연 스페셜 게스트 없이 방송이 되었다.
7. ↑  매니저 세키오에 의한 부정기 프로그램.
8. ↑  같은 날부터 6월 25일까지 화요일에 야마키타→세리자와→아카네야→시부야→와카이→쿠보타의 순서로 전달 시작.
9. 1 2  야마키타 사키, 세리자와 유우, 와카이 유우키의 3명.
10. 1 2  아카네야 히미카, 쿠보타 미유, 시부야 아즈키의 3명.
11. 1 2  아카네야 히미카, 세리자와 유우, 시부야 아즈키의 3명.
12. 1 2  야마키타 사키, 와카이 유우키, 쿠보타 미유의 3명.
13. ↑  i☆Ris의 스테이지는 예정대로 진행되었지만, 이후 일시중단을 거쳐, 급거 이벤트 자체가 중지되었다[81]. 원인은 회장 내에서 방문자 간의 트러블이 발생하여, 경찰의 현장검증이 실시 되었기 때문에[82].

### 참조주
1. ↑  “i☆Ris 公式サイト ｜ プロフィール”. 2013년 1월 29일에 확인함.
2. ↑  “声優事務所「81プロデュース」と「エイベックス」が強力タッグでアニソン・ヴォーカルオーディション開催決定！”. 《Deview-デビュー》. oricon ME. 2012년 2월 1일. 2018년 2월 25일에 확인함.
3. ↑  “i☆Ris 日本武道館公演記念メンバー個別インタビュー (2/6)”. 《音楽ナタリー》. ナターシャ. 2019년 6월 24일에 확인함.
4. ↑  “ゆうき＊なんかあああ感動っぽいブログになったあああ”. 《i☆Risオフィシャルブログ》. 2015년 9월 16일. 2019년 6월 24일에 확인함.
5. 1 2 3  “アニソン・アイドルユニットのi☆Risがお披露目イベント”. 《マイナビニュース》. マイナビ. 2012년 10월 9일. 2012년 10월 25일에 확인함.
6. ↑  “i☆Ris、4年間の夢が結実 - 涙と笑顔にあふれた日本武道館公演「i☆Ris 4th Anniversary Live ～418～」レポート”. 《マイナビニュース》. マイナビ. 2016년 11월 26일. 2021년 6월 2일에 확인함.
7. ↑  “i☆Risの劇場アニメが2024年に公開決定！手書きコメント入り前売り券を1日限定販売”. 《コミックナタリー》. ナターシャ. 2022년 11월 7일. 2023년 1월 15일에 확인함.
8. ↑  “デビュー10周年プロジェクトの最終章がついに始動！i☆Ris初の実写映画化決定！特報映像＆ポスタービジュアル解禁！”. リスアニ!. 2024년 6월 16일. 2024년 6월 17일에 확인함.
9. ↑  “i☆Ris　声優を目指す私たちを応援して欲しい”. 《GirlsNews!》. レゾリューション. 2012년 9월 17일. 2012년 11월 26일에 확인함.
10. 1 2 3 4 5  “「i☆Ris」と知らずに集まった6人の「声優アイドル」…唯一無二の10年間は波乱の幕開け!?【特集vol.1】”. 《withonline》. 2022년 2월 1일. 2쪽. 2024년 7월 9일에 확인함.
11. 1 2  “澁谷梓希　i☆Ris卒業に関するお知らせ”. i☆Ris OFFICIAL WEB SITE. 2021년 1월 21일. 2021년 1월 21일에 확인함.
12. ↑  “まじだよさきさま”. 《山北早紀 ｜ i☆Risオフィシャルブログ》. 2012년 11월 12일. 2013년 1월 30일에 확인함.
13. 1 2 3 4  “i☆Ris、デビュー12周年を目前に驚きの挑戦も　アニソン／声優ユニットシーンで“果たし続ける”役割”. Real Sound. 2024년 10월 30일. 2024년 11월 5일에 확인함.
14. ↑  “i☆Ris 1周年記念ライブにファン総勢700人が集結！「i☆Ris 1st ANNIVERSAY LIVE -THANK YOU ALL-」ライブレポート”. 《トーキョーアニメニュース》. 2015년 6월 10일에 원본 문서에서 보존된 문서. 2013년 11월 16일에 확인함.
15. ↑  “【虹会ニュース】オフィシャルファンクラブ『虹会』遂に始動！”. i☆Ris OFFICIAL WEB SITE. 2016년 2월 3일. 2020년 3월 21일에 확인함.
16. ↑  “2016年「第十回 声優アワード」受賞者発表！”. 《アニメイトタイムズ》. アニメイト. 2016년 3월 12일. 2016년 3월 13일에 확인함.
17. ↑  “i☆Ris：17thシングル『Endless Notes』は私たちにとってチャンスの1曲／リリース記念インタビュー”. Animate Times（株式会社アニメイト）. 2019년 2월 12일. 2024년 7월 15일에 확인함.
18. ↑  “「i☆Ris 5th Live Tour 2019 ～FEVER～」初日公演が開幕！『賢者の孫』OP主題歌「アルティメット☆MAGIC」を初披露”. Animate Times（株式会社アニメイト）. 2019년 4월 13일. 2024년 7월 15일에 확인함.
19. ↑  “「i☆Ris 5th Live Tour 2019～FEVER～」千秋楽公演で約4000人動員！19thシングル・7周年ライブを発表した当日の模様を公式レポートで大紹介”. Animate Times（株式会社アニメイト）. 2019년 6월 2일. 2024년 7월 15일에 확인함.
20. ↑  “「素のi☆Risにとても近い」ありえんほど元気な18thシングル「アルティメット☆MAGIC」発売記念インタビュー”. リスアニ!（株式会社ソニー・ミュージックソリューションズ]]）. 2019년 5월 22일. 2024년 7월 15일에 확인함.
21. ↑  “TVアニメ『手品先輩』OPは「明るいんだけどなんか切なさがある楽曲」！ i☆Ris 19thシングル『FANTASTIC ILLUSION』インタビュー”. Animate Times（株式会社アニメイト]]）. 2019년 9월 8일. 2024년 7월 15일에 확인함.
22. ↑  “タイトルどおりたくさんの福を呼んだ、i☆Ris7周年記念ライブ“i☆Ris 7th Anniversary Live ～七福万来～”レポート！”. リスアニ!（株式会社ソニー・ミュージックソリューションズ）. 2019년 12월 3일. 2024년 7월 15일에 확인함.
23. ↑  “オリコン週間 アルバムランキング 2020年3月9日〜2020年3月15日”. ORICON NEWS. 2020년 3월 18일. 2020년 3월 21일에 확인함.
24. ↑  “i☆Ris 8th Anniversary Live ～88888888～夜公演レポート”. 《アニメイトタイムズ》. アニメイト. 2020년 11월 8일. 2021년 4월 1일에 확인함.
25. ↑  “「i☆Ris LIVE 2021 ～storiez～」レポート｜春が来る度に虹色の青春を想い出す。”. 《アニメイトタイムズ》. アニメイト. 2021년 3월 30일. 2021년 4월 1일에 확인함.
26. ↑  azk_s811의 트윗 (1377214705857568772)
27. ↑  “i☆Ris 2021年を新曲とともに振り返る「みんなが好きなことをしながら、i☆Risを続けてくれればいい」”. SPICE（株式会社イープラス）. 2021년 12월 30일. 2024년 7월 7일에 확인함.
28. ↑  “i☆Ris、10周年の旅はまだまだ続く　今のグループの魅力詰まった『7th Live Tour 2022 ～Traveling～』中野サンプラザ公演”. Real Sound. 2022년 6월 9일. 2024년 11월 5일에 확인함.
29. ↑  “未来へ向かう道筋の中の、輝ける10周年の到達点。“i☆Ris 10th Anniversary Live～a Live～”レポート”. リスアニ!. 2022년 11월 22일. 2024년 4월 30일에 확인함.
30. ↑  “10年間の足跡と10年分の「ありがとう」が込められた、宝箱のような作品に。i☆Ris初のベストアルバムリリース記念インタビュー”. リスアニ!. 2022년 11월 7일. 2024년 4월 30일에 확인함.
31. ↑  “i☆Ris全国ツアー開幕！前山田健一（ヒャダイン）楽曲提供テーマソングも初披露！”. リスアニ!. 2023년 4월 23일. 2024년 4월 30일에 확인함.
32. ↑  “TeddyLoidやヒャダインとの“全力コラボ”で、声優アイドルというフィールドをさらに開拓する1枚！ i☆Ris「Let you know!／あっぱれ！馬鹿騒ぎ」リリースインタビュー”. リスアニ!. 2023년 8월 22일. 2024년 4월 30일에 확인함.
33. ↑  “パシフィコ横浜に現れた、ハートを奪い笑顔と喜びを与える5人の怪盗――“i☆Ris 11th Anniversary Live ~Heart Jack~”レポート”. リスアニ!. 2023년 12월 6일. 2024년 4월 30일에 확인함.
34. ↑  “「i☆Risのファンは、本当にi☆Risに愛されてる」劇場版アニメ完成披露で絆を再確認”. コミックナタリー. 2024년 4월 27일. 2024년 4월 30일에 확인함.
35. ↑  “5月17日公開、劇場版アニメ『i☆Ris the Movie – Full Energy!! -』完成披露プレミア上映会のオフィシャルレポートが到着！”. リスアニ!（株式会社ソニー・ミュージックソリューションズ）. 2024년 4월 29일. 2024년 9월 5일에 확인함.
36. 1 2  “劇場版アニメ「i☆Ris the Movie – Full Energy!! -」主題歌「愛 for you！」ミュージックビデオ解禁！”. リスアニ!（株式会社ソニー・ミュージックソリューションズ）. 2024년 6월 3일. 2024년 6월 13일에 확인함.
37. 1 2  “i☆Ris「アニサマ」初のトリに万感の思い　でんぱ組.incは盟友の楽曲届ける”. コミックナタリー. 2024년 8월 30일. 2024년 8월 31일에 확인함.
38. ↑  “アニメタイムズにて独占先行配信開始！”. i☆Ris Official Website. 2024년 9월 11일. 2024년 11월 2일에 확인함.
39. ↑  “Live & Documentary Movie i☆Ris on STAGE”. 映画.com. 2024년 11월 2일에 확인함.
40. ↑  “『Live ＆ Documentary Movie 〜i☆Ris on STAGE〜』公開記念・久保田未夢さん撮り下ろしカット＆ロングインタビュー！”. 声優グランプリ. 2024년 9월 13일. 2024년 11월 2일에 확인함.
41. 1 2  “声優アイドルユニット・i☆Ris、初のアリーナライブ開催を記念して過去のライブ映像より8作品を期間限定無料公開決定！”. リスアニ!（株式会社ソニー・ミュージックソリューションズ）. 2024년 9월 29일. 2024년 10월 4일에 확인함.
42. 1 2  “i☆Ris史上最大規模となる初のアリーナ公演！「i☆Ris 12th Anniversary Live ‐初☆アリーナMM(マジみて)‐」オフィシャルレポートが到着！”. リスアニ!（株式会社ソニー・ミュージックソリューションズ）. 2024년 11월 5일. 2024년 11월 6일에 확인함.
43. 1 2  “昨年全国公開されたi☆Ris初の実写映画が待望のBlu-ray化！　i☆Ris 「Live & Documentary Movie ～i☆Ris on STAGE～」Blu-ray本日リリース！”. リスアニ!（株式会社ソニー・ミュージックソリューションズ）. 2025년 1월 29일. 2025년 1월 30일에 확인함.
44. 1 2 3 4 5  “【マンスリーアーティスト】i☆Ris インタビュー第2回 茜屋日海夏 編「i☆Risを面白いって言っていただけるのは、最高に嬉しいです」”. 《ANiUTa NEWS》. 2019년 11월 13일. 2020년 1월 16일에 원본 문서에서 보존된 문서. 2023년 8월 8일에 확인함.
45. ↑  “【マンスリーアーティスト】i☆Ris インタビュー第3回 澁谷梓希 編「Zepp Tokyoに立ったとき、i☆Risがアーティスト活動してる！って思いました(笑)」”. 《ANiUTa NEWS》. 2019년 11월 20일. 2020년 1월 16일에 원본 문서에서 보존된 문서. 2023년 8월 8일에 확인함.
46. 1 2 3 4 5  “声優アイドルユニット・i☆Risの人生を変えた『プリパラ』。今だから語れるアフレコの思い出、そしてキャラクターへの思い【特集vol.3】”. 《withonline》. 2022년 2월 15일. 1–3쪽. 2024년 7월 9일에 확인함.
47. 1 2  “【マンスリーアーティスト】i☆Ris インタビュー第2回 若井友希編「厳しかった最初の日々を乗り越えて、i☆Risは体育会系になりました(笑)」”. 《ANiUTa NEWS》. 2019년 11월 13일. 2020년 1월 16일에 원본 문서에서 보존된 문서. 2023년 8월 8일에 확인함.
48. 1 2 3 4 5 6 7 8  “i☆Ris「やめようかなって考えることもあった」武道館公演後訪れた、もどかしい“不完全燃焼”の2年間。そこから脱却できた理由とは【特集vol.4】”. 《withonline》. 2022년 2월 22일. 1–3쪽. 2024년 7월 9일에 확인함.
49. 1 2 3  “i☆Ris「大ゲンカしたのは一度だけ。友だち以上の強い絆がある」10年で培った絆。ユニットを長く続ける秘訣とは【特集vol.6《最終回》】”. 《withonline》. 2022년 3월 8일. 1쪽. 2024년 7월 8일에 확인함.
50. ↑  “i☆Ris「大ゲンカしたのは一度だけ。友だち以上の強い絆がある」10年で培った絆。ユニットを長く続ける秘訣とは【特集vol.6《最終回》】”. 《withonline》. 2022년 3월 8일. 3쪽. 2024년 7월 8일에 확인함.
51. 1 2 3 4 5  “i☆Ris「5人になっても私たちは変わらない」ユニット存続の危機で出した彼女たちの答え【特集vol.5】”. 《withonline》. 2022년 3월 1일. 1–4쪽. 2024년 7월 9일에 확인함.
52. 1 2  “i☆Risの作品”. 《ORICON NEWS》. oricon ME. 2023년 8월 30일에 확인함.
53. ↑  “Memorial”. 《ORICON NEWS》. オリコン. 2018년 4월 12일에 확인함.
54. ↑  “声優アイドル・i☆Ris、アニソン界トップクリエイターとコラボ新曲発売決定！”. 《リスアニ！》. ソニー・ミュージックソリューションズ. 2023년 11월 7일. 2023년 11월 11일에 확인함.
55. ↑  “新アルバム「i☆Ris Coupling Best」が発売｜メンバーよりコメント到着 | アニメイトタイムズ”. 《新アルバム「i☆Ris Coupling Best」が発売｜メンバーよりコメント到着 | アニメイトタイムズ》 (일본어). 2024년 1월 19일에 확인함.
56. ↑  “i☆Ris Coupling Best (2CD)”. CD Journal. 2024년 3월 21일에 확인함.
57. ↑  “「バトスピ」EDテーマを歌う「i☆Ris」（アイリス）の魅力満載インタビュー動画配信中！”. 《マイナビニュース》. マイナビ. 2012년 9월 13일. 2016년 4월 5일에 원본 문서에서 보존된 문서. 2012년 10월 25일에 확인함.
58. ↑  “謎のビッグプロジェクト『ザクセスヘブン』の全貌が判明”. 《アニメイトタイムズ》. アニメイト. 2015년 3월 17일. 2015년 3월 19일에 확인함.
59. 1 2  “5月17日全国公開、劇場版アニメ「i☆Ris the Movie – Full Energy!! -」メインビジュアル・本予告が公開!”. リスアニ!. 2024년 2월 16일. 2024년 2월 27일에 확인함.
60. ↑  nhk_oto의 트윗 (724196575707164672)
61. ↑  iRis_a_himi의 트윗 (914006229399224320)
62. ↑  “アニミュゥモ”. YouTube. 2014년 2월 12일에 확인함.
63. ↑  “8月5日の放送から、月曜日の2hは、アニソン・ヴォーカル・アイドルユニットi☆Risが担当！”. 《超！A&G》. 文化放送. 2013년 7월 31일. 2013년 8월 5일에 원본 문서에서 보존된 문서. 2014년 2월 12일에 확인함.
64. ↑  “i☆Risのレギュラーラジオ番組「i☆Ristation!!」のスタートが大決定!!”. 《i☆Ris 公式サイト》. 2017년 6월 10일. 2017년 7월 7일에 확인함.
65. ↑  sb69g의 트윗 (1065442167081000960)
66. ↑  “「J-Debit春の新生活スタートキャンペーン」（日本電子決済推進機構）”. ペイメントナビ（株式会社TIプランニング）. 2014년 3월 17일에 확인함.
67. ↑  “「J-Debit秋のお楽しみキャンペーン」を展開（日本電子決済推進機構）”. ペイメントナビ（株式会社TIプランニング）. 2014년 9월 12일에 확인함.
68. ↑  “「海外ドラマを応援する“海ドラ宣伝部”にi☆Ris就任”. WebNewtype（株式会社KADOKAWA）. 2016년 3월 10일에 원본 문서에서 보존된 문서. 2015년 4월 29일에 확인함.
69. ↑  “「週刊SPA！」にて連載決定！5月11日(火)より"i☆Ris しゃべるグラビア"連載スタート！”. 《i☆Ris OFFICIAL WEB SITE》. DIVE II entertainment. 2021년 4월 17일. 2021년 7월 15일에 확인함.
70. ↑  “雑誌・書籍関連 2015.02.10 月刊ニュータイプ2015年3月号”. 《WebNewtype》. KADOKAWA. 2015년 2월 10일. 2015년 2월 17일에 원본 문서에서 보존된 문서. 2015년 2월 11일에 확인함.
71. ↑  “フリーペーパーアニカンVol.144 2015年2月”. 《アニカンドットジェイピー》. エムジーツー. 2019년 8월 1일에 원본 문서에서 보존된 문서. 2015년 2월 15일에 확인함.
72. ↑  “雑誌・書籍関連 2016.02.10 月刊ニュータイプ2016年3月号”. 《WebNewtype》. KADOKAWA. 2016년 2월 10일. 2016년 3월 6일에 원본 문서에서 보존된 문서. 2021년 6월 2일에 확인함.
73. ↑  “アニソンヴォーカルアイドルユニット i☆Ris 秋葉原で毎週月曜 定期公演がスタート！”. 《GirlsNews》. レゾリューション. 2013년 4월 11일. 2013년 4월 19일에 확인함.
74. ↑  “i☆Ris、デビュー1周年記念ライブをサプライズで発表。「このタイミングではずるい」”. 《BARKS》. ジャパンミュージックネットワーク. 2013년 5월 14일. 2021년 6월 2일에 확인함.
75. ↑  ““i☆Ris”2度目のワンマンライブに700人を超えるファンが集結”. 《OKMusic》. ジャパンミュージックネットワーク. 2014년 3월 31일. 2021년 6월 2일에 확인함.
76. ↑  “【ライブレポート】i☆Ris、2度目のワンマン「虹をかけましょう！」”. 《BARKS》. ジャパンミュージックネットワーク. 2014년 4월 1일. 2014년 4월 9일에 확인함.
77. ↑  “「かと＊ふく　1st LIVE やぁ(^-^)/」昼公演レポート”. 《アニメイトタイムズ》. アニメイト. 2013년 1월 27일. 2013년 1월 29일에 확인함.
78. ↑  “HISASHI（GLAY）、ももクロ、スフィア、i☆Ris、松井玲奈……。ニッポン放送「ミューコミ＋」番組イベントに8,000人が熱狂”. 《M-ON! MUSIC》. エムオン・エンタテインメント. 2017년 2월 5일. 2017년 2월 7일에 원본 문서에서 보존된 문서. 2018년 8월 30일에 확인함.
79. ↑  “「アニサマ2017」2日目、氷川きよし「CHA-LA HEAD-CHA-LA」熱唱。DJ KOOとKING OF PRISMのコラボも”. 《アニメハック》. 2017년 8월 26일. 2018년 8월 30일에 확인함.
80. ↑  “EVENT CAST”. 《アニメJAM 2017 オフィシャルサイト》. 2018년 7월 23일에 원본 문서에서 보존된 문서. 2017년 12월 23일에 확인함.
81. ↑  “【連載最終回】アニソン野外フェス「ナガノアニエラフェスタ2024」ライブレポート”. リスアニ!（株式会社ソニー・ミュージックソリューションズ）. 2024년 12월 24일. 2024년 12월 25일에 확인함.
82. ↑  “アニメ音楽フェス『ナガノアニエラフェスタ2024 DAY2』公演中止 来場者同士のトラブルが原因”. オリコン. 2024년 9월 22일. 2024년 9월 22일에 확인함.
83. ↑  “『ナガノアニエラフェスタ2024』タイムテーブル解禁＆各プレイガイド一般販売開始！”. リスアニ!（株式会社ソニー・ミュージックソリューションズ）. 2024년 9월 10일. 2024년 9월 22일에 확인함.
84. ↑  “【連載】アニソン野外フェス「ナガノアニエラフェスタ2024」突撃！開催前インタビュー　第5回：i☆Ris（若井友希、茜屋日海夏）”. リスアニ!（株式会社ソニー・ミュージックソリューションズ）. 2024년 9월 18일. 2024년 9월 22일에 확인함.